# Île d'Orléans
Pour les articles homonymes, voir Orléans (homonymie).
Ne pas confondre avec l'article L'Île-d'Orléans concernant la municipalité régionale de comté
L’île d'Orléans est une île du fleuve Saint-Laurent située à environ 5 km en aval du centre-ville de la ville de Québec. L'île a été l'un des premiers endroits à être colonisé en Nouvelle-France, et un grand pourcentage des Québécois, Métis, Franco-Canadiens et Franco-Américains peuvent retracer leur ascendance aux premiers habitants de l'île. Elle a été décrite comme le « microcosme du Québec traditionnel et le lieu de naissance des francophones en Amérique du Nord » et compte environ 7 000 habitants, répartis sur 6 villages. L'Île d'Orléans est jumelée avec l'Île de Ré en France.
L'île est accessible depuis le continent via le pont de l'Île-d'Orléans depuis Beauport. La route 368 est la seule route provinciale de l'île qui traverse le pont et fait le tour du périmètre de l'île. Au village de Sainte-Pétronille vers l'extrémité ouest de l'île, un belvédère surplombe la plus impressionnante des chutes Montmorency, ainsi qu'un panorama du fleuve Saint-Laurent et de la ville de Québec.

## Toponymie
L'île d'Orléans porte plusieurs noms au cours de son histoire. Avant la colonisation française, elle est fréquentée — et possiblement habitée — par des populations autochtones. Les Algonquins la désignent sous le nom de « Minigo »,, terme signifiant « enchantée ».
En 1535, lors de son second voyage, Jacques Cartier la baptise « isle de Bacchus », en raison des nombreuses vignes des rivages qui y poussent naturellement. Toutefois, soucieux « d'immortaliser le nom et la mémoire des rois et princes de France », Cartier modifie ce nom quelques mois plus tard pour celui d’« Isle d'Orléans », en l'honneur d'Henri, duc d'Orléans, futur Henri II.
Cette appellation demeure inchangée jusqu’à l’arrivée des Wendats dans la région. Ceux-ci, chassés de leur territoire par les Iroquois, trouvent refuge dans les environs de Québec sous la protection des Français. En 1651, un groupe de réfugiés wendats s’établit à la pointe sud-ouest de l’île, où il érige un fort près de l’endroit aujourd’hui connu sous le nom de l’Anse du Fort. En hommage à la patronne de leur mission en Huronie, les Wendats nomment le lieu « île Sainte-Marie ». Cependant, en mai 1656, les Iroquois surprennent les réfugiés dans leur enclave et les déciment presque tous. L’appellation « île Sainte-Marie » disparaît ainsi avec la quasi-extinction du groupe wendat établi sur l’île.
Le 6 avril 1676, l’île, alors propriété de François Berthelot, est érigée en comté par décret de Louis XIV, qui ordonne qu’elle soit désormais désignée comme l’« Isle et Comté de Saint-Laurent ». Cette nouvelle dénomination acquiert un statut officiel et reste en usage jusqu’en 1770. Néanmoins, dans l’usage courant des habitants de l’île et de la région, le nom traditionnel d’« Orléans » persiste, comme en témoigne le seigneur Gilbert Boucaut de Godefus dans ses écrits : « L'isle et comté de Saint-Laurent, qui était appelée l'isle d'Orléans et qui l'est encore par la plus grande partie des habitants de cette isle et du voisinage… ».
En 1792, lors de la première réunion de la Chambre d’Assemblée du Bas-Canada, le nom officiel devient « Comté de l’île d’Orléans », appellation qui demeure inchangée jusqu’à aujourd’hui.

## Géographie

Carte de l'Île d'Orléans dans le fleuve Saint-Laurent.

L'île d'Orléans est située entre le Plateau Laurentien ou Bouclier canadien au nord et les Appalaches au sud. Son point nord-est marque la frontière entre le fleuve Saint-Laurent et son estuaire (le plus grand du monde), où l'eau douce commence à se mélanger à l'eau salée.
L'île est séparée du continent par deux canaux : au Nord-Ouest se trouve le chenal de l'Île d'Orléans, et au Sud-Est se trouve le chenal des Grands Voiliers.
Longue de 34 km et large de 8 km en son milieu, cette île comporte 75 km de circonférence, avec une surface totale de 190 km2. Elle a un relief vallonné avec de petites vallées et des crêtes progressives qui atteignent une hauteur maximale d'environ 150 m à Sainte-Pétronille et à Saint-Laurent au Sud.
L'été, avec la venue des vacanciers ainsi que des travailleurs saisonniers, la population double. L'île reste toutefois un lieu fortement agricole avec de nombreuses cultures (pommes de terre, fraises, pommes, légumes, vignes, petits fruits, produits de l'érable) et une partie forestière au milieu.
Le pont de l'Île-d'Orléans, qui la relie à Québec, fut inauguré le 6 juillet 1935.
On y découvre des maisons en pierre héritées du Régime français au XVIIIe siècle et l'église Saint-Pierre, très prisée par le cinéma.
Les principaux cours d'eau de l'île d'Orléans sont (sens horaire) :
- Chenal de l'Île d'Orléans (côté nord-ouest de l'île)
- Rivière du Moulin (Saint-Pierre-de-l'Île-d'Orléans)
- Rivière Pot au Beurre (île d'Orléans)
- Ruisseau du Moulin (île d'Orléans)
- Rivière de la Savane (île d'Orléans)
- Rivière Dauphine
- Rivière Lafleur
- Rivière Maheu
- Rivière du Moulin (Saint-Laurent-de-l'Île d'Orléans)
- Chenal des Grands Voiliers (côté sud-est de l'île)

## Administration du territoire

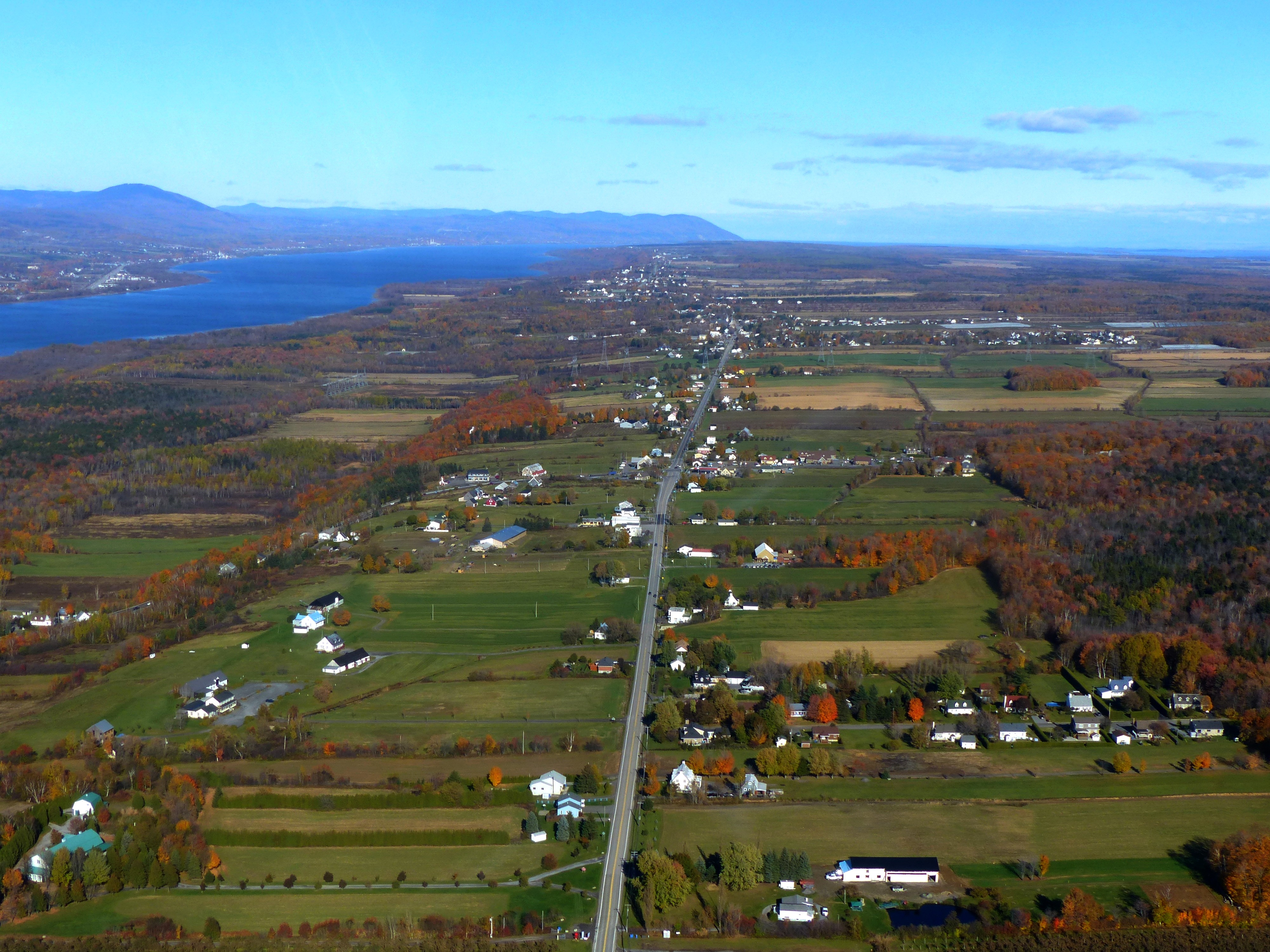
Parcelles de terre à Saint-Pierre-de-l'Île-d'Orléans.

La municipalité régionale de comté (MRC) de L'Île-d'Orléans englobe l'île et les six municipalités qui la composent :
- Sainte-Famille-de-l'Île-d'Orléans
- Saint-François-de-l'Île-d'Orléans
- Saint-Jean-de-l'Île-d'Orléans
- Saint-Laurent-de-l'Île-d'Orléans
- Sainte-Pétronille
- Saint-Pierre-de-l'Île-d'Orléans

### Climat
| Mois                                  | jan.     | fév.       | mars      | avril    | mai       | juin      | jui.     | août      | sep.      | oct.      | nov.       | déc.      | année   |
| ------------------------------------- | -------- | ---------- | --------- | -------- | --------- | --------- | -------- | --------- | --------- | --------- | ---------- | --------- | ------- |
| Température minimale moyenne (°C)     | −15,8    | −14,5      | −8,5      | −0,8     | 6,1       | 11,6      | 14,4     | 13,7      | 8,5       | 2,9       | −3,1       | −11,8     | 0,2     |
| Température moyenne (°C)              | −11,4    | −9,8       | −4        | 3,4      | 11,1      | 16,8      | 19,6     | 18,6      | 13,1      | 6,8       | 0,2        | −7,9      | 4,7     |
| Température maximale moyenne (°C)     | −7       | −5,1       | 0,6       | 7,6      | 16        | 21,9      | 24,8     | 23,5      | 17,5      | 10,7      | 3,5        | −4        | 9,2     |
| Record de froid (°C) date du record   | −33 1981 | −32,2 1973 | −32 1989  | −18 1982 | −7,2 1974 | 1,7 1976  | 3,9 1979 | 3,5 1982  | −3,5 1980 | −8,3 1976 | −20,6 1978 | −31 1993  |         |
| Record de chaleur (°C) date du record | 10 1986  | 9,5 1981   | 17,5 1987 | 29 1990  | 32,2 1977 | 34,5 1988 | 35 1983  | 33,9 1975 | 31 1983   | 29 1983   | 18,5 1989  | 12,5 1982 |         |
| Précipitations (mm)                   | 63,7     | 50,3       | 70,4      | 90,9     | 118       | 107,6     | 128,7    | 114       | 127,3     | 111,5     | 99,6       | 79,6      | 1 161,7 |

| Diagramme climatique                                  |               |             |             |          |               |               |             |              |              |             |             |
| J                                                     | F             | M           | A           | M        | J             | J             | A           | S            | O            | N           | D           |
| −7−15,863,7                                           | −5,1−14,550,3 | 0,6−8,570,4 | 7,6−0,890,9 | 166,1118 | 21,911,6107,6 | 24,814,4128,7 | 23,513,7114 | 17,58,5127,3 | 10,72,9111,5 | 3,5−3,199,6 | −4−11,879,6 |
| Moyennes : • Temp. maxi et mini °C • Précipitation mm |               |             |             |          |               |               |             |              |              |             |             |

### Flore et faune sauvages

#### Flore

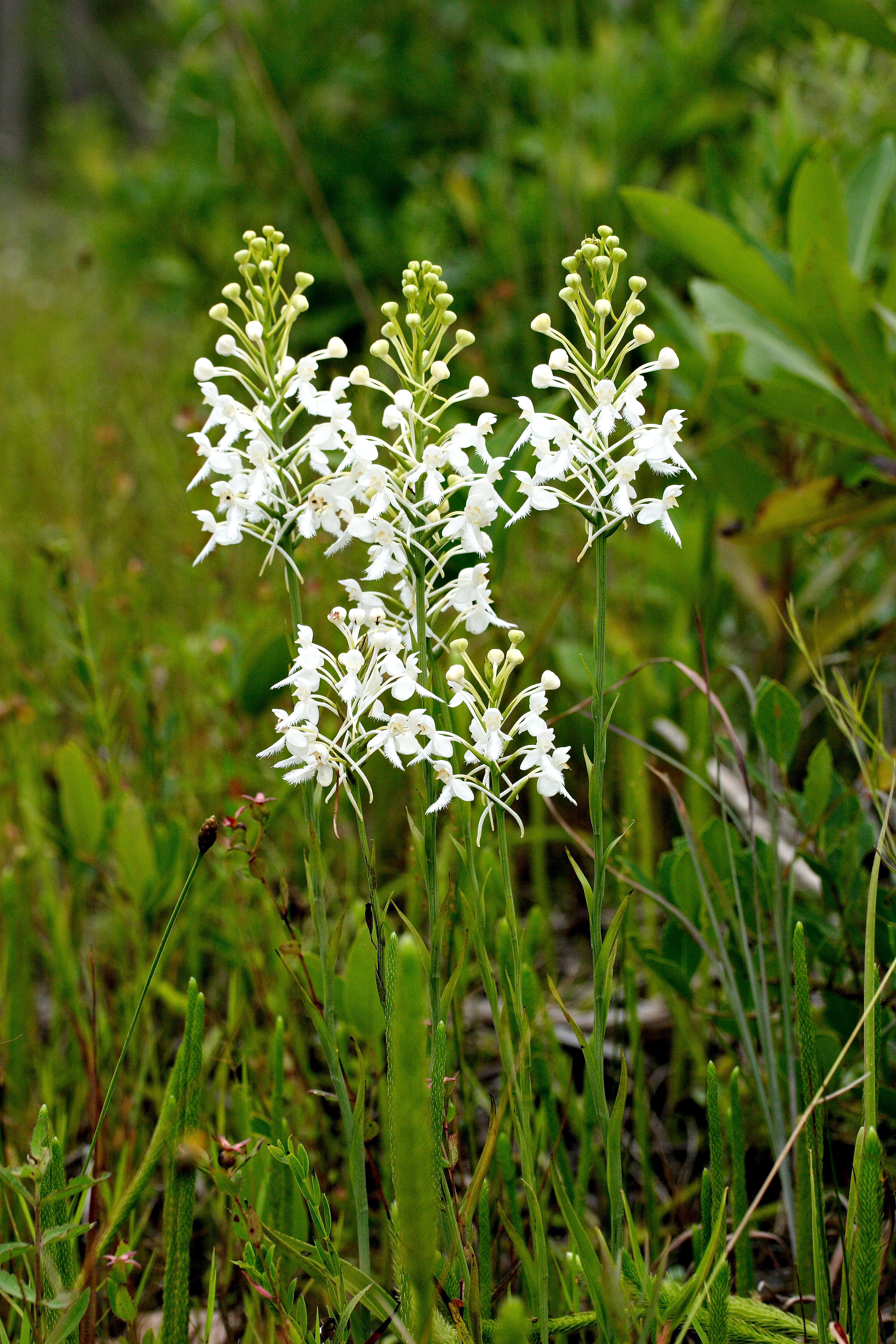
Platanthère à gorge frangée (Platanthera blephariglottis)
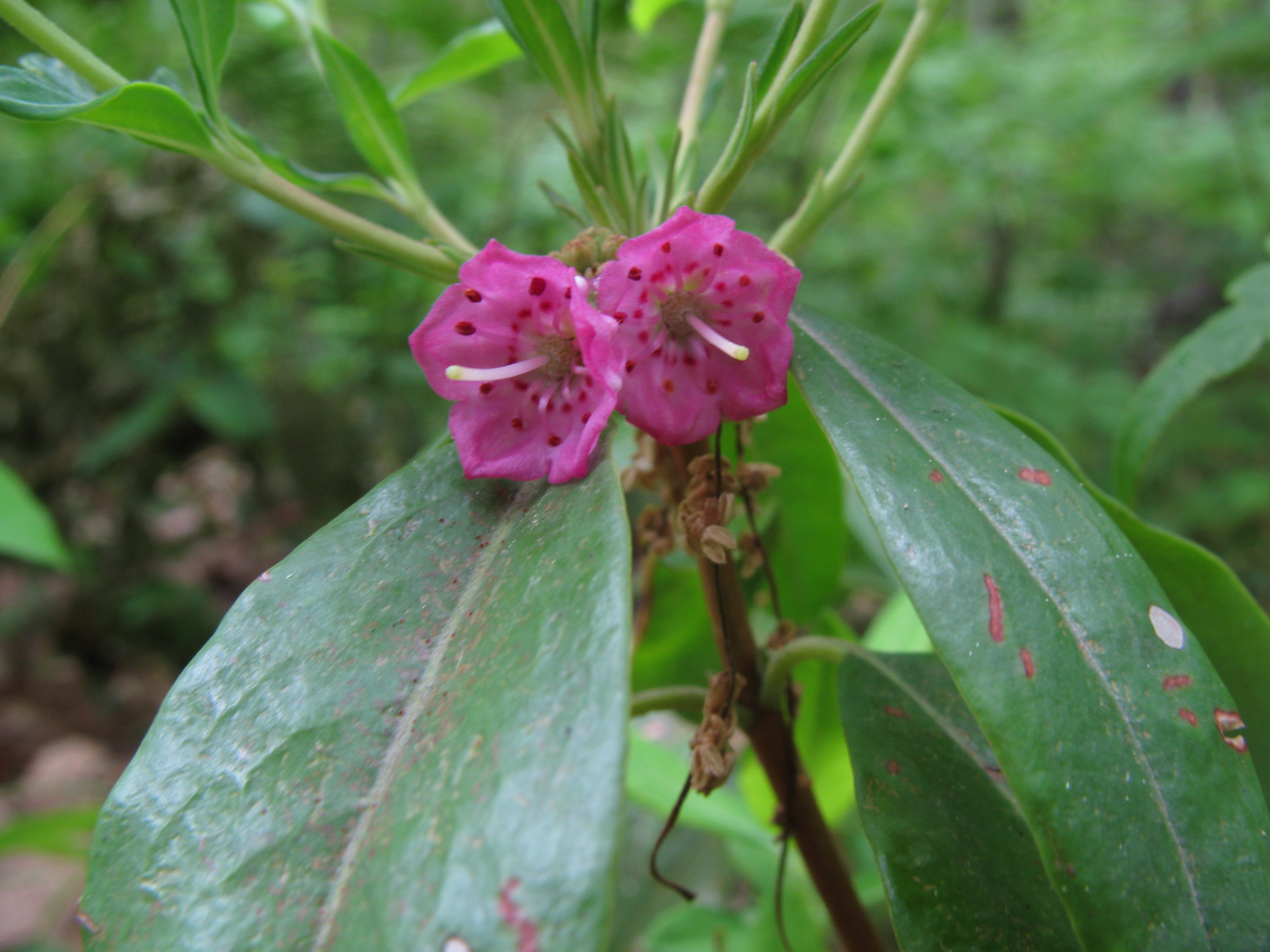
Kalmia à feuilles étroites (Kalmia angustifolia)
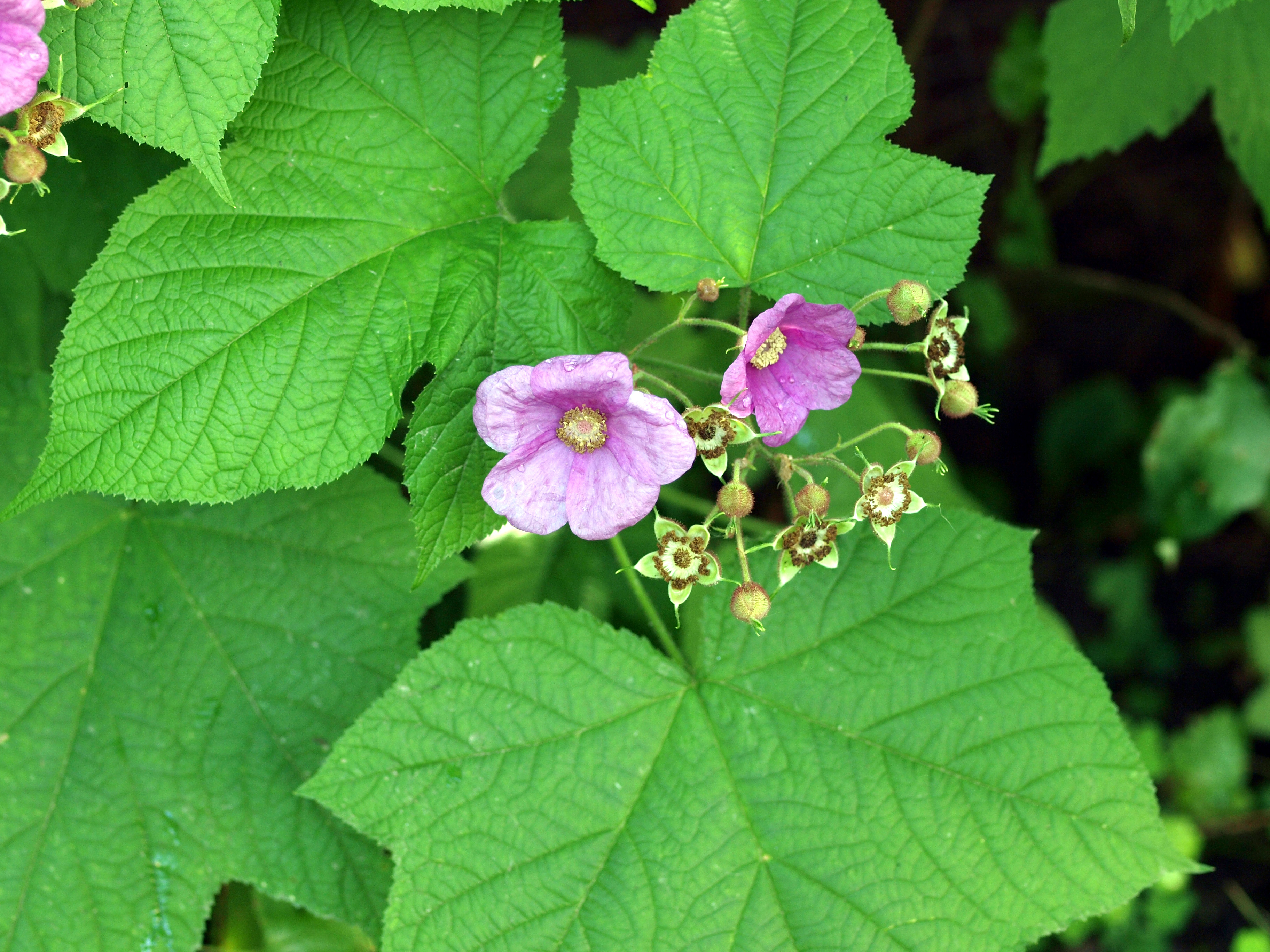
Ronce odorante (Rubus odoratus)
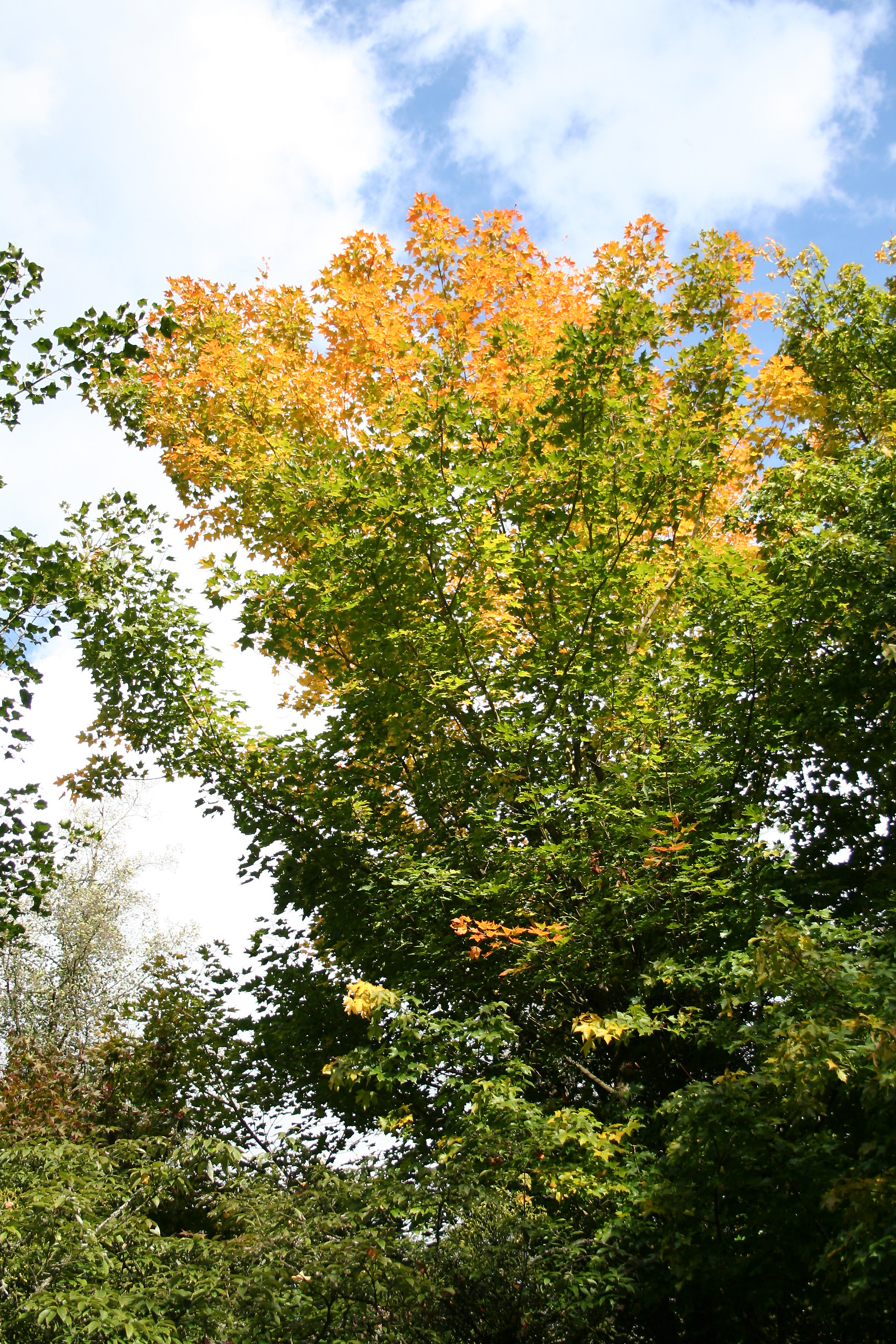
Érable à sucre (Acer saccharum)
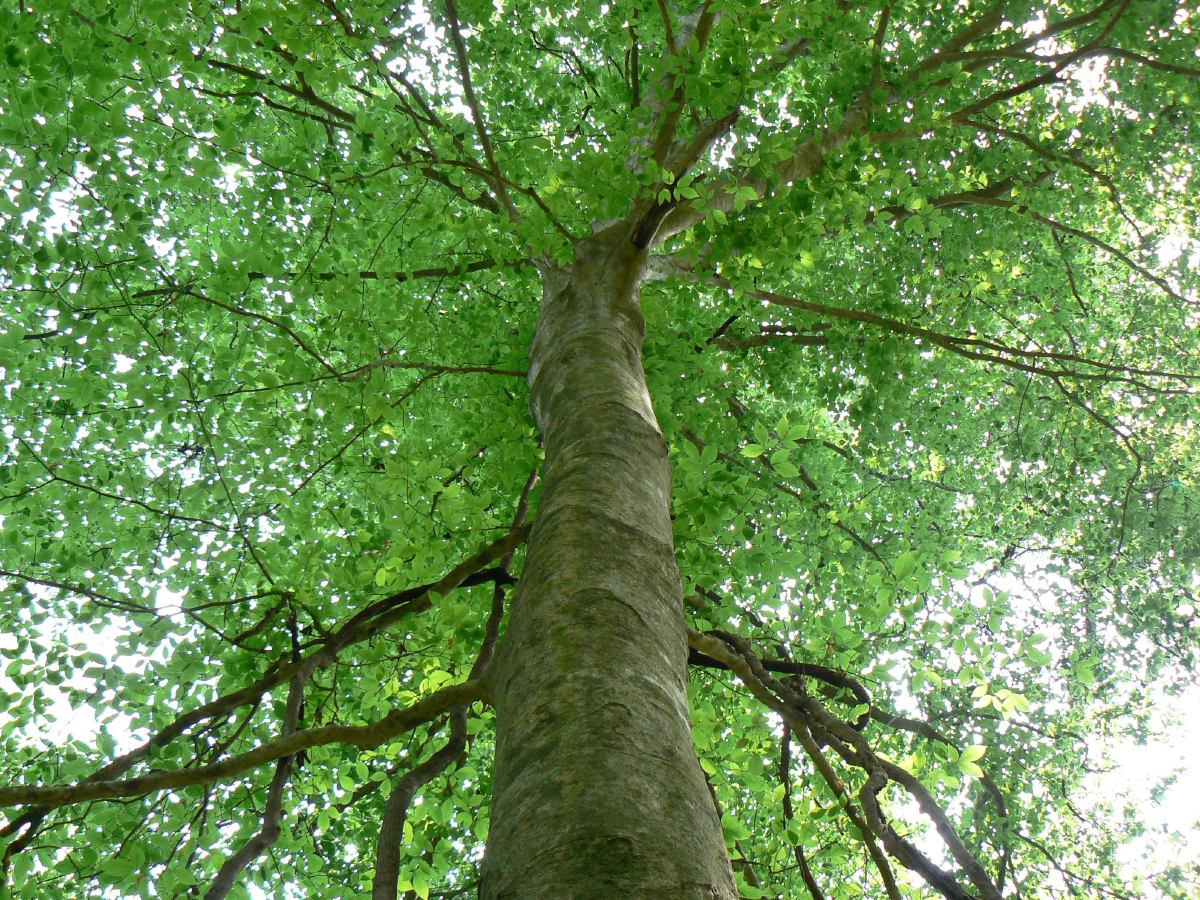
Hêtre à grandes feuilles (Fagus grandifolia)
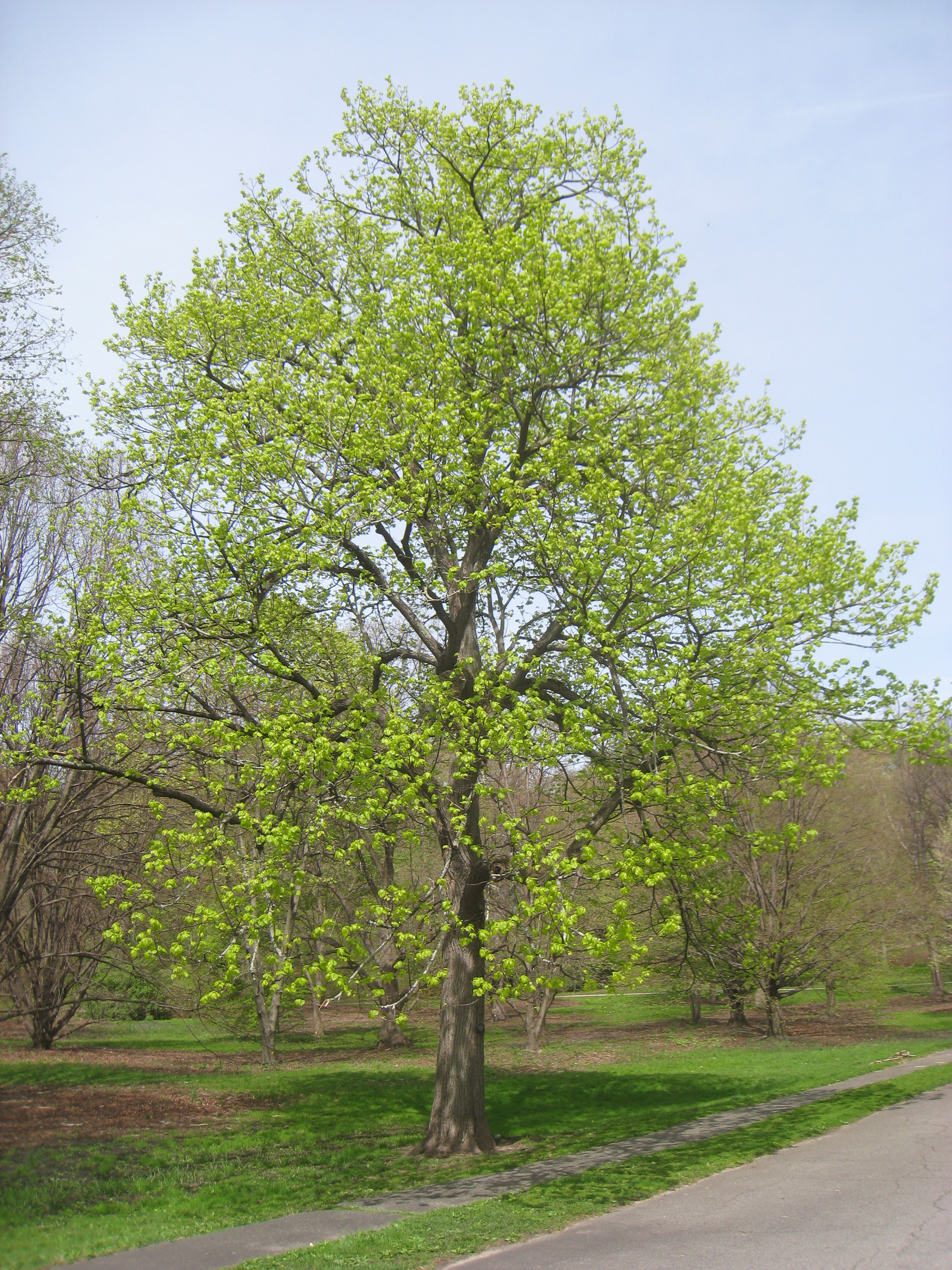
Tilleul d'Amérique (Tilia americana)
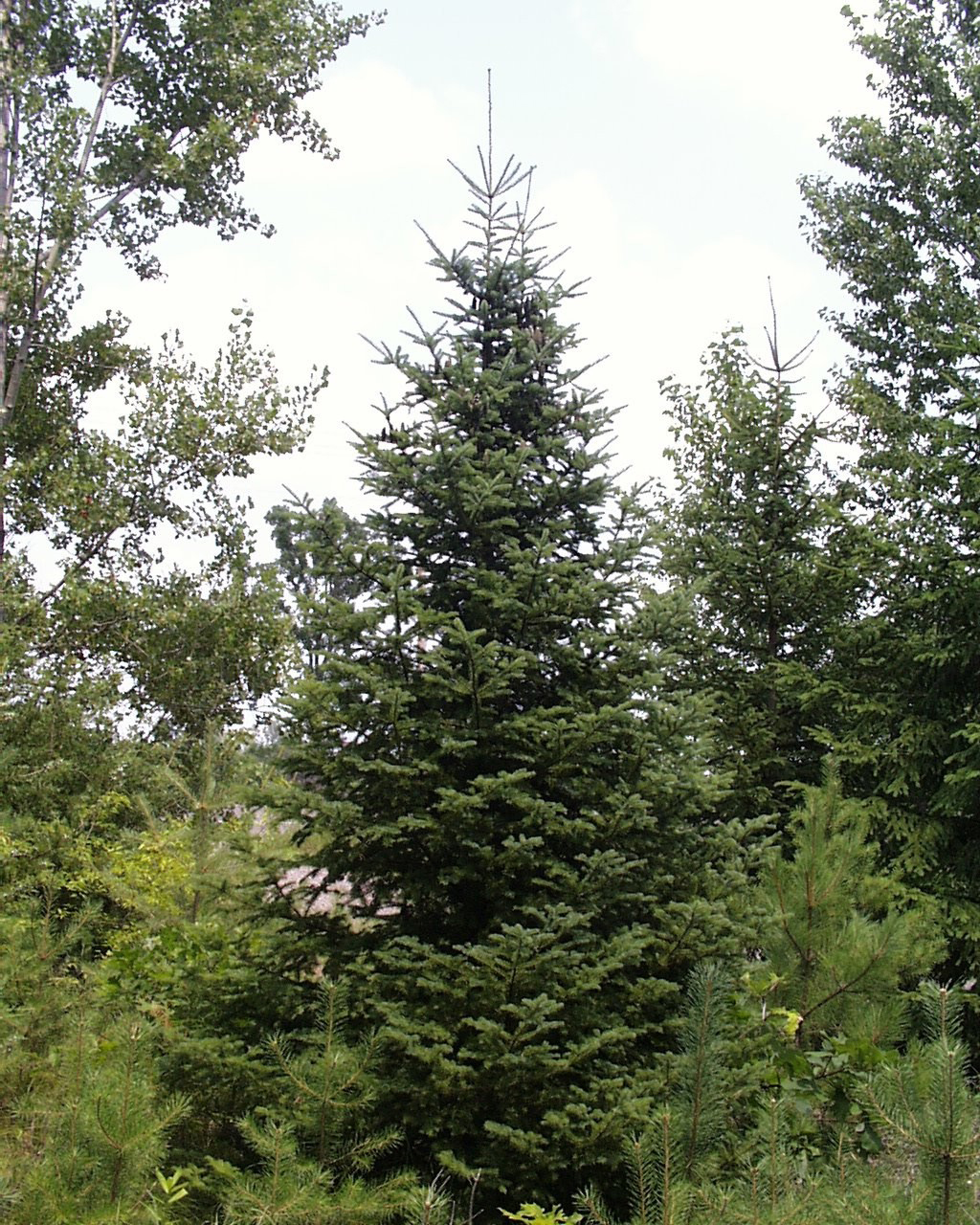
Sapin baumier (Abies balsamea)

| Nom vernaculaire                                                                                               | Nom scientifique                      | Ordre          | Famille         | Catégorie UICN        | Provenance |
| --- | ------------------------------------- | -------------- | --------------- | --------------------- | ---------- |
| Agrostide commune                                                                                              | Agrostis capillaris                   | Cyperales      | Poacées         | Préoccupation mineure | Introduite |
| Agrostide de Murbeck                                                                                           | Agrostis murbeckii                    | Cyperales      | Poacées         | Non évaluée           | Introduite |
| Agrostide des chiens                                                                                           | Agrostis canina                       | Cyperales      | Poacées         | Préoccupation mineure | Introduite |
| Agrostis géant                                                                                                 | Agrostis gigantea                     | Cyperales      | Poacées         | Non évaluée           | Introduite |
| Agrostide stolonifère                                                                                          | Agrostis stolonifera                  | Cyperales      | Poacées         | Non évaluée           | Introduite |
| Aigremoine à sépales crochus                                                                                   | Agrimonia gryposepala                 | Rosales        | Rosacées        | Non évaluée           | Indigène   |
| Ail des bois                                                                                                   | Allium tricoccum                      | Liliales       | Liliacées       | Non évaluée           | Indigène   |
| Airelle rouge                                                                                                  | Vaccinium vitis-idaea                 | Éricales       | Éricacées       | Préoccupation mineure | Indigène   |
| Amphicarpe bractéolée                                                                                          | Amphicarpaea bracteata                | Fabales        | Fabacées        | Non évaluée           | Indigène   |
| Apios d'Amérique                                                                                               | Apios americana                       | Fabales        | Fabacées        | Non évaluée           | Indigène   |
| Asclépiade incarnate                                                                                           | Asclepias incarnata                   | Gentianales    | Apocynacées     | Préoccupation mineure | Indigène   |
| Aster de la Nouvelle-Angleterre                                                                                | Symphyotrichum novae-angliae          | Asterales      | Astéracées      | Non évaluée           | Indigène   |
| Bident d’Eaton                                                                                                 | Bidens eatonii                        | Astérales      | Astéracées      | Vulnérable            | Indigène   |
| Bident à feuille connées                                                                                       | Bidens connata                        | Astérales      | Astéracées      | Non évaluée           | Indigène   |
| Bleuet en corymbe                                                                                              | Vaccinium corymbosum                  | Éricales       | Éricacées       | Non évaluée           | Indigène   |
| Botryche à feuille de Rue                                                                                      | Botrychium multifidum                 | Ophioglossales | Ophioglossacées | Non évaluée           | Indigène   |
| Botryche à feuilles lancéolées                                                                                 | Botrychium lanceolatum                | Ophioglossales | Ophioglossacées | Non évaluée           | Indigène   |
| Botryche à feuilles matricaires                                                                                | Botrychium matricariifolium           | Ophioglossales | Ophioglossacées | Non évaluée           | Indigène   |
| Botryche de Virginie                                                                                           | Botrychium virginianum                | Ophioglossales | Ophioglossacées | Non évaluée           | Indigène   |
| Botryche découpé                                                                                               | Botrychium dissectum                  | Ophioglossales | Ophioglossacées | Non évaluée           | Indigène   |
| Brome inerme                                                                                                   | Bromus inermis                        | Cyperales      | Poacées         | Non évaluée           | Introduite |
| Carex plaintain                                                                                                | Carex plantaginea                     | Commelinidées  | Poacées         | Non évaluée           | Indigène   |
| Carex vert poireau                                                                                             | Carex prasina                         | Cyperales      | Poacées         | Préoccupation mineure | Indigène   |
| Chicouté | Rubus chamaemorus                     | Rosales        | Rosacées        | Préoccupation mineure | Indigène   |
| Chiendent officinal                                                                                            | Elymus repens                         | Cyperales      | Poacées         | Non évaluée           | Introduite |
| Dactyle pelotonné                                                                                              | Dactylis glomerata                    | Cyperales      | Poacées         | Non évaluée           | Introduite |
| Dirca des marais                                                                                               | Dirca palustris                       | Malvales       | Thyméléacées    | Non évaluée           | Indigène   |
| Dicentre du Canada                                                                                             | Dicentra canadensis                   | Renonculales   | Papavéracées    | Non évaluée           | Indigène   |
| Digitaire couchée                                                                                              | Digitaria ischaemum                   | Cyperales      | Poacées         | Non évaluée           | Introduite |
| Dryoptère de goldi                                                                                             | Dryopteris goldiana                   | Polypodiales   | Dryoptèridacées | Non évaluée           | Indigène   |
| Érable argenté                                                                                                 | Acer saccharinum                      | Sapindales     | Sapindacées     | Préoccupation mineure | Indigène   |
| Fléole des prés                                                                                                | Phleum pratense                       | Cyperales      | Poacées         | Non évaluée           | Introduite |
| Flouve odorante                                                                                                | Anthoxanthum odoratum                 | Cyperales      | Poacées         | Non évaluée           | Introduite |
| Germandrée du Canada                                                                                           | Teucrium canadense var. canadense     | Lamiales       | Lamiacées       | Non évaluée           | Indigène   |
| Ginseng à trois folioles                                                                                       | Panax trifolius                       | Apiales        | Araliacées      | Non évaluée           | Indigène   |
| Hépatique à lobes aigus                                                                                        | Hepatica acutiloba                    | Renonculales   | Renonculacées   | Non évaluée           | Indigène   |
| Huperzie brillante                                                                                             | Huperzia lucidula                     | Lycopodes      | Lycopodiacées   | Non évaluée           | Indigène   |
| Listère australe                                                                                               | Listera australis                     | Asparagales    | Orchidées       | Non évaluée           | Indigène   |
| Lycopode claviforme                                                                                            | Lycopodium clavatum                   | Lycopodes      | Lycopodiacées   | Non évaluée           | Indigène   |
| Lycopode dendroïde                                                                                             | Lycopodium dendroideum                | Lycopodes      | Lycopodiacées   | Non évaluée           | Indigène   |
| Lycopode en éventail                                                                                           | Diphasiastrum digitatum               | Lycopodes      | Lycopodiacées   | Non évaluée           | Indigène   |
| Lycopode innovant                                                                                              | Lycopodium annotinum                  | Lycopodes      | Lycopodiacées   | Non évaluée           | Indigène   |
| Lycopode obscur                                                                                                | Lycopodium obscurum                   | Lycopodes      | Lycopodiacées   | Non évaluée           | Indigène   |
| Millepertuis nain                                                                                              | Hypericum mutilum                     | Malpighiales   | Hypéricacées    | Non évaluée           | Indigène   |
| Noyer cendré                                                                                                   | Juglans cinerea                       | Juglandales    | Juglandacées    | Non évaluée           | Indigène   |
| Osmonde cannelle                                                                                               | Osmunda cinnamomea                    | Polypodiales   | Osmondacées     | Non évaluée           | Indigène   |
| Osmonde de Clayton                                                                                             | Osmunda claytoniana                   | Polypodiales   | Osmondacées     | Non évaluée           | Indigène   |
| Osmonde royale                                                                                                 | Osmunda regalis                       | Polypodiales   | Osmondacées     | Préoccupation mineure | Indigène   |
| Oxytrope du fleuve Saint-Jean                                                                                  | Oxytropis campestris var. johannensis | Fabales        | Fabacées        | Non évaluée           | Indigène   |
| Pâturin à tiges aplaties                                                                                       | Poa compressa                         | Cyperales      | Poacées         | Non évaluée           | Introduite |
| Pâturin continental                                                                                            | Poa interior                          | Cyperales      | Poacées         | Non évaluée           | Introduite |
| Pâturin des bois                                                                                               | Poa nemoralis                         | Cyperales      | Poacées         | Non évaluée           | Introduite |
| Pâturin des prés                                                                                               | Poa pratensis                         | Cyperales      | Poacées         | Non évaluée           | Introduite |
| Peuplier deltoïde                                                                                              | Populus deltoides                     | Salicales      | Salicacées      | Non évaluée           | Indigène   |
| Piléa nain | Pilea pumila                          | Rosales        | Rosacées        | Non évaluée           | Indigène   |
| Plantain maritime                                                                                              | Plantago maritima                     | Lamiales       | Plantaginacées  | Préoccupation mineure | Indigène   |
| Platanthère à gorge frangée                                                                                    | Platanthera blephariglottis           | Asparagales    | Orchidées       | Non évaluée           | Indigène   |
| Platanthère jaune                                                                                              | Platanthera flava                     | Asparagales    | Orchidées       | Non évaluée           | Indigène   |
| Polygale sanguine                                                                                              | Polygala sanguinea                    | Fabales        | Polygalacées    | Non évaluée           | Indigène   |
| Prêle d'hiver                                                                                                  | Equisetum hyemale                     | Équisétales    | Équisétacées    | Préoccupation mineure | Indigène   |
| Prêle des bois                                                                                                 | Equisetum sylvaticum                  | Équisétales    | Équisétacées    | Non évaluée           | Indigène   |
| Prêle des champs                                                                                               | Equisetum arvense                     | Équisétales    | Équisétacées    | Préoccupation mineure | Indigène   |
| Prêle des marais                                                                                               | Equisetum palustre                    | Équisétales    | Équisétacées    | Préoccupation mineure | Indigène   |
| Prêle faux-scirpe                                                                                              | Equisetum scirpoides                  | Équisétales    | Équisétacées    | Préoccupation mineure | Indigène   |
| Prêle fluviatile                                                                                               | Equisetum fluviatile                  | Équisétales    | Équisétacées    | Préoccupation mineure | Indigène   |
| Prêle panachée                                                                                                 | Equisetum variegatum                  | Équisétales    | Équisétacées    | Préoccupation mineure | Indigène   |
| Pyrole mineure                                                                                                 | Pyrola minor                          | Éricales       | Éricacées       | Non évaluée           | Indigène   |
| Ray-grass anglais                                                                                              | Lolium perenne                        | Cyperales      | Poacées         | Non évaluée           | Introduite |
| Renouée à feuilles d'arum                                                                                      | Persicaria arifolia                   | Caryophyllales | Polygonacées    | Préoccupation mineure | Indigène   |
| Renouée émergée                                                                                                | Persicaria amphibia                   | Caryophyllales | Polygonacées    | Non évaluée           | Indigène   |
| Ronce odorante                                                                                                 | Rubus odoratus                        | Rosales        | Rosacées        | Non évaluée           | Indigène   |
| Ronce sétuleuse                                                                                                | Rubus setosus                         | Rosales        | Rosacées        | Non évaluée           | Indigène   |
| Rosier du Labrador                                                                                             | Rosa blanda                           | Rosales        | Rosacées        | Non évaluée           | Indigène   |
| Sélaginelle des rochers                                                                                        | Selaginella rupestris                 | Selaginellales | Sélaginellacées | Préoccupation mineure | Indigène   |
| Sétaire glauque                                                                                                | Setaria glauca                        | Cyperales      | Poacées         | Non évaluée           | Introduite |
| Sétaire verte                                                                                                  | Setaria viridis                       | Cyperales      | Poacées         | Non évaluée           | Introduite |
| Smilax herbacé                                                                                                 | Smilax herbacea                       | Liliales       | Smilacacées     | Non évaluée           | Indigène   |
| Spirée tomenteuse                                                                                              | Spiraea tomentosa                     | Rosales        | Rosacées        | Non évaluée           | Indigène   |
| Véronique voyageuse                                                                                            | Veronica peregrina var. peregrina     | Lamiales       | Plantaginacées  | Non évaluée           | Indigène   |
| Violette agréable                                                                                              | Viola blanda                          | Malpighiales   | Violacées       | Non évaluée           | Indigène   |
| Violette du Canada                                                                                             | Viola canadensis                      | Malpighiales   | Violacées       | Non évaluée           | Indigène   |
| Violette parente                                                                                               | Viola sororia                         | Malpighiales   | Violacées       | Non évaluée           | Indigène   |
| Woodwardie de Virginie                                                                                         | Woodwardia virginica                  | Polypodiales   | Blechnacées     | Non évaluée           | Indigène   |
| Source : Connaissance de la flore vasculaire et cartographie écologique de l'île d'Orléans de Frédéric Poisson |                                       |                |                 |                       |            |

#### Faune
| Nom vernaculaire           | Nom scientifique          | Ordre           | Famille      | Catégorie UICN        | Provenance |
| -------------------------- | ------------------------- | --------------- | ------------ | --------------------- | ---------- |
| Alouette hausse-col        | Eremophila alpestris      | Passeriformes   | Alaudidés    | Préoccupation mineure | Indigène   |
| Arlequin plongeur          | Histrionicus histrionicus | Ansériformes    | Anatidés     | Préoccupation mineure | Indigène   |
| Autour des palombes        | Accipiter gentilis        | Accipitriformes | Accipitridés | Préoccupation mineure | Indigène   |
| Balbuzard pêcheur          | Pandion haliaetus         | Accipitriformes | Pandionidés  | Préoccupation mineure | Indigène   |
| Bécasse d'Amérique         | Scolopax minor            | Ciconiiformes   | Scolopacidés | Préoccupation mineure | Indigène   |
| Bécasseau à croupion blanc | Calidris fuscicollis      | Ciconiiformes   | Scolopacidés | Préoccupation mineure | Indigène   |
| Bécasseau maubèche         | Calidris canutus          | Ciconiiformes   | Scolopacidés | Quasi menacée         | Indigène   |
| Bécasseau minuscule        | Calidris minutilla        | Ciconiiformes   | Scolopacidés | Préoccupation mineure | Indigène   |
| Bécasseau sanderling       | Calidris alba             | Ciconiiformes   | Scolopacidés | Préoccupation mineure | Indigène   |
| Bécasseau semipalmé        | Calidris pusilla          | Ciconiiformes   | Scolopacidés | Quasi menacée         | Indigène   |
| Bécasseau variable         | Calidris alpina           | Ciconiiformes   | Scolopacidés | Préoccupation mineure | Indigène   |
| Bécassin roux              | Limnodromus griseus       | Ciconiiformes   | Scolopacidés | Préoccupation mineure | Indigène   |
| Bécassine de Wilson        | Gallinago delicata        | Ciconiiformes   | Scolopacidés | Préoccupation mineure | Indigène   |
| Bec-croisé bifascié        | Loxia leucoptera          | Passeriformes   | Fringillidés | Préoccupation mineure | Indigène   |
| Bec-croisé des sapins      | Loxia curvirostra         | Passeriformes   | Fringillidés | Préoccupation mineure | Indigène   |
| Bergeronnette grise        | Motacilla alba            | Passeriformes   | Motacillidés | Préoccupation mineure | Introduite |
| Bernache du Canada         | Branta canadensis         | Ansériformes    | Anatidés     | Préoccupation mineure | Indigène   |
| Bihoreau gris              | Nycticorax nycticorax     | Pelecaniformes  | Ardéidés     | Préoccupation mineure | Indigène   |
| Bruant à couronne blanche  | Zonotrichia leucophrys    | Passeriformes   | Fringillidés | Préoccupation mineure | Indigène   |
| Bruant à gorge blanche     | Zonotrichia albicollis    | Passeriformes   | Fringillidés | Préoccupation mineure | Indigène   |
| Bruant chanteur            | Melospiza melodia         | Passeriformes   | Fringillidés | Préoccupation mineure | Indigène   |
| Bruant de Lincoln          | Melospiza lincolnii       | Passeriformes   | Fringillidés | Préoccupation mineure | Indigène   |
| Bruant de Nelson           | Amphispiza bilineata      | Passeriformes   | Fringillidés | Préoccupation mineure | Indigène   |

| Nom vernaculaire             | Nom scientifique            | Ordre              | Famille        | Catégorie UICN        | Provenance        |
| ---------------------------- | --------------------------- | ------------------ | -------------- | --------------------- | ----------------- |
| Achigan à petite bouche      | Micropterus dolomieu        | Perciformes        | Centrarchidés  | Préoccupation mineure | Indigène          |
| Aiglefin                     | Melanogrammus aeglefinus    | Gadiformes         | Gadidés        | Vulnérable            | Indigène          |
| Alose à gésier               | Dorosoma cepedianum         | Clupeiformes       | Clupeidés      | Préoccupation mineure | Indigène          |
| Alose savoureuse             | Alosa sapidissima           | Clupeiformes       | Clupeidés      | Préoccupation mineure | Indigène          |
| Anguille d'Amérique          | Anguilla rostrata           | Anguilliformes     | Anguillidés    | En danger             | Indigène          |
| Bar blanc                    | Morone chrysops             | Perciformes        | Moronidés      | Préoccupation mineure | Indigène          |
| Bar rayé                     | Morone saxatilis            | Perciformes        | Moronidés      | Préoccupation mineure | Indigène          |
| Barbotte brune               | Ameiurus nebulosus          | Siluriformes       | Ictaluridés    | Préoccupation mineure | Indigène          |
| Baret                        | Morone americana            | Perciformes        | Moronidés      | Préoccupation mineure | Indigène          |
| Bec-de-lièvre                | Exoglossum maxillingua      | Cypriniformes      | Cyprinidés     | Préoccupation mineure | Indigène          |
| Brosme                       | Brosme brosme               | Gadiformes         | Gadidés        | Non évaluée           | Indigène          |
| Carpe commune                | Cyprinus carpio             | Cypriniformes      | Cyprinidés     | Vulnérable            | Espèce introduite |
| Chaboisseau à épines courtes | Myoxocephalus scorpius      | Scorpaéniformes    | Cottidés       | Non évaluée           | Indigène          |
| Chabot à tête plate          | Cottus ricei                | Scorpaéniformes    | Cottidés       | Préoccupation mineure | Indigène          |
| Chabot visqueux              | Cottus cognatus             | Scorpaéniformes    | Cottidés       | Préoccupation mineure | Indigène          |
| Cisco de lac                 | Coregonus artedi            | Salmoniformes      | Salmonidés     | Préoccupation mineure | Indigène          |
| Doré jaune                   | Sander vitreus              | Perciformes        | Percidés       | Préoccupation mineure | Indigène          |
| Éperlan arc-en-ciel          | Osmerus mordax              | Osmériformes       | Osméridés      | Préoccupation mineure | Indigène          |
| Épinoche à cinq épines       | Culaea inconstans           | Gastérostéiformes  | Gastérostéidés | Préoccupation mineure | Indigène          |
| Épinoche à neuf épines       | Pungitius pungitius         | Gastérostéiformes  | Gastérostéidés | Préoccupation mineure | Indigène          |
| Épinoche à quatre épines     | Apeltes quadracus           | Gastérostéiformes  | Gastérostéidés | Préoccupation mineure | Espèce introduite |
| Épinoche à trois épines      | Gasterosteus aculeatus      | Gastérostéiformes  | Gastérostéidés | Préoccupation mineure | Espèce introduite |
| Épinoche tachetée            | Gasterosteus wheatlandi     | Gastérostéiformes  | Gastérostéidés | Préoccupation mineure | Indigène          |
| Esturgeon jaune              | Acipenser fulvescens        | Acipensériformes   | Acipenséridés  | Préoccupation mineure | Indigène          |
| Esturgeon noir               | Acipenser oxyrinchus        | Acipensériformes   | Acipenséridés  | Quasi menacée         | Indigène          |
| Fondule barré                | Fundulus diaphanus          | Cyprinodontiformes | Fundulidés     | Préoccupation mineure | Indigène          |
| Gardon rouge                 | Scardinius erythrophthalmus | Cypriniformes      | Cyprinidés     | Préoccupation mineure | Espèce introduite |
| Gaspareau                    | Alosa pseudoharengus        | Clupéiformes       | Clupéoidés     | Préoccupation mineure | Espèce introduite |
| Gobie à taches noires        | Neogobius melanostomus      | Perciformes        | Gobiidés       | Préoccupation mineure | Espèce introduite |
| Grand brochet                | Esox lucius                 | Ésocoiformes       | Ésocidés       | Préoccupation mineure | Indigène          |
| Lépisosté osseux             | Lepisosteus osseus          | Lépisostéiformes   | Lépisostéidés  | Préoccupation mineure | Indigène          |
| Lompénie tachetée            | Leptoclinus maculatus       | Perciformes        | Stichaeidés    | Non évaluée           | Indigène          |
| Lotte                        | Lota lota                   | Gadiformes         | Lotidés        | Préoccupation mineure | Indigène          |
| Maskinongé                   | Esox masquinongy            | Ésocoiformes       | Ésocidés       | Préoccupation mineure | Indigène          |

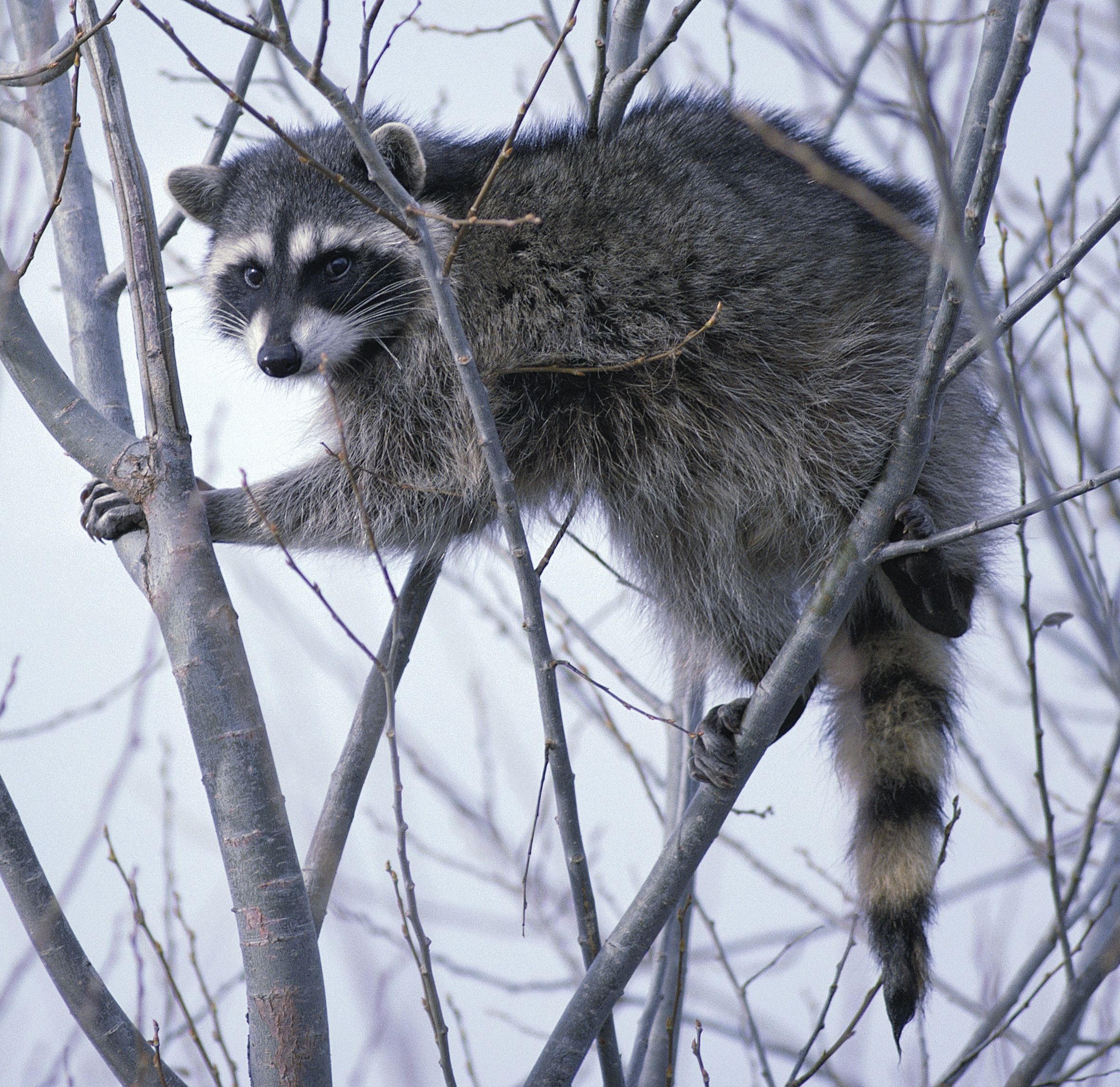
Raton laveur (Procyon lotor)
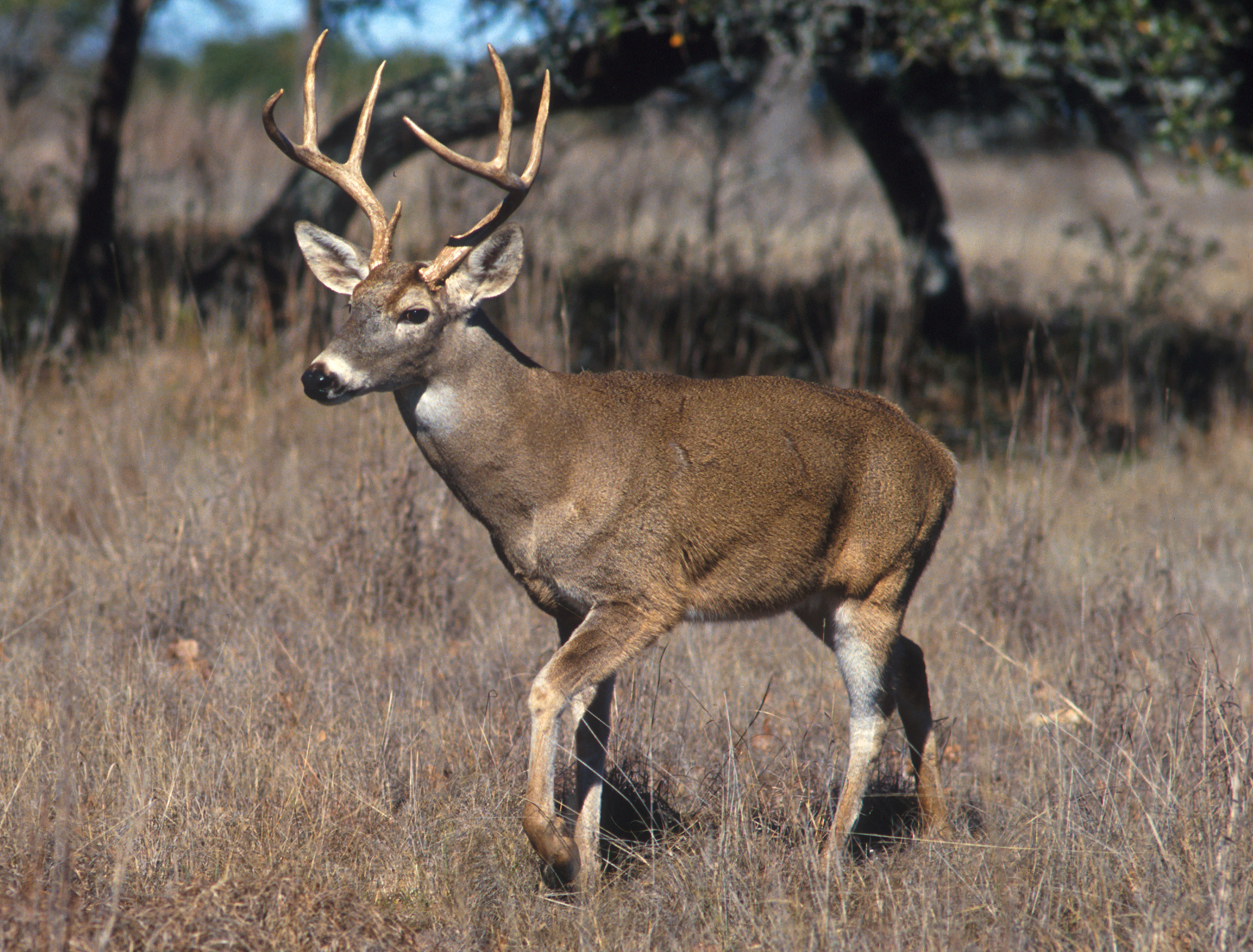
Cerf de Virginie (Odocoileus virginianus)
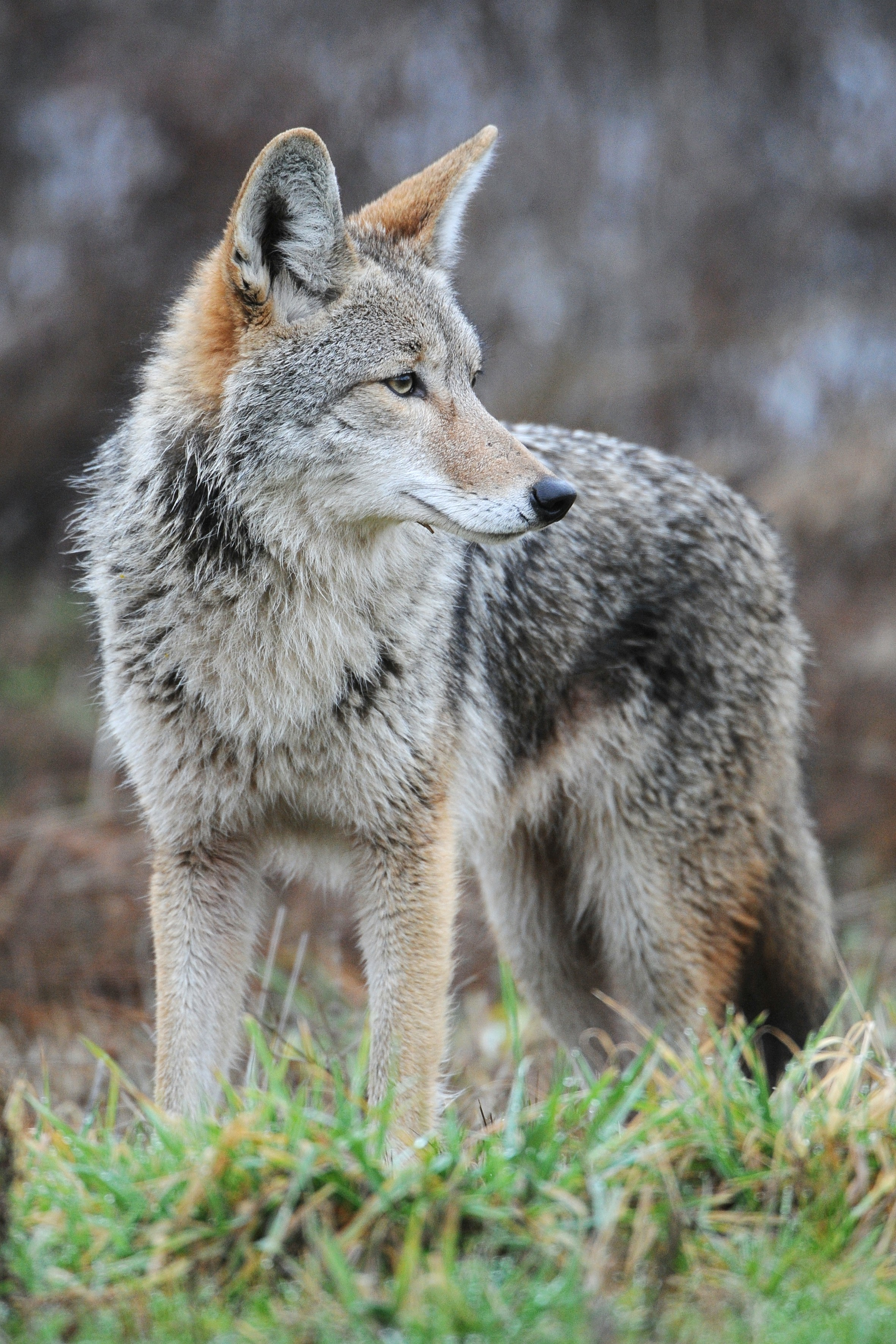
Coyote (Canis latrans)
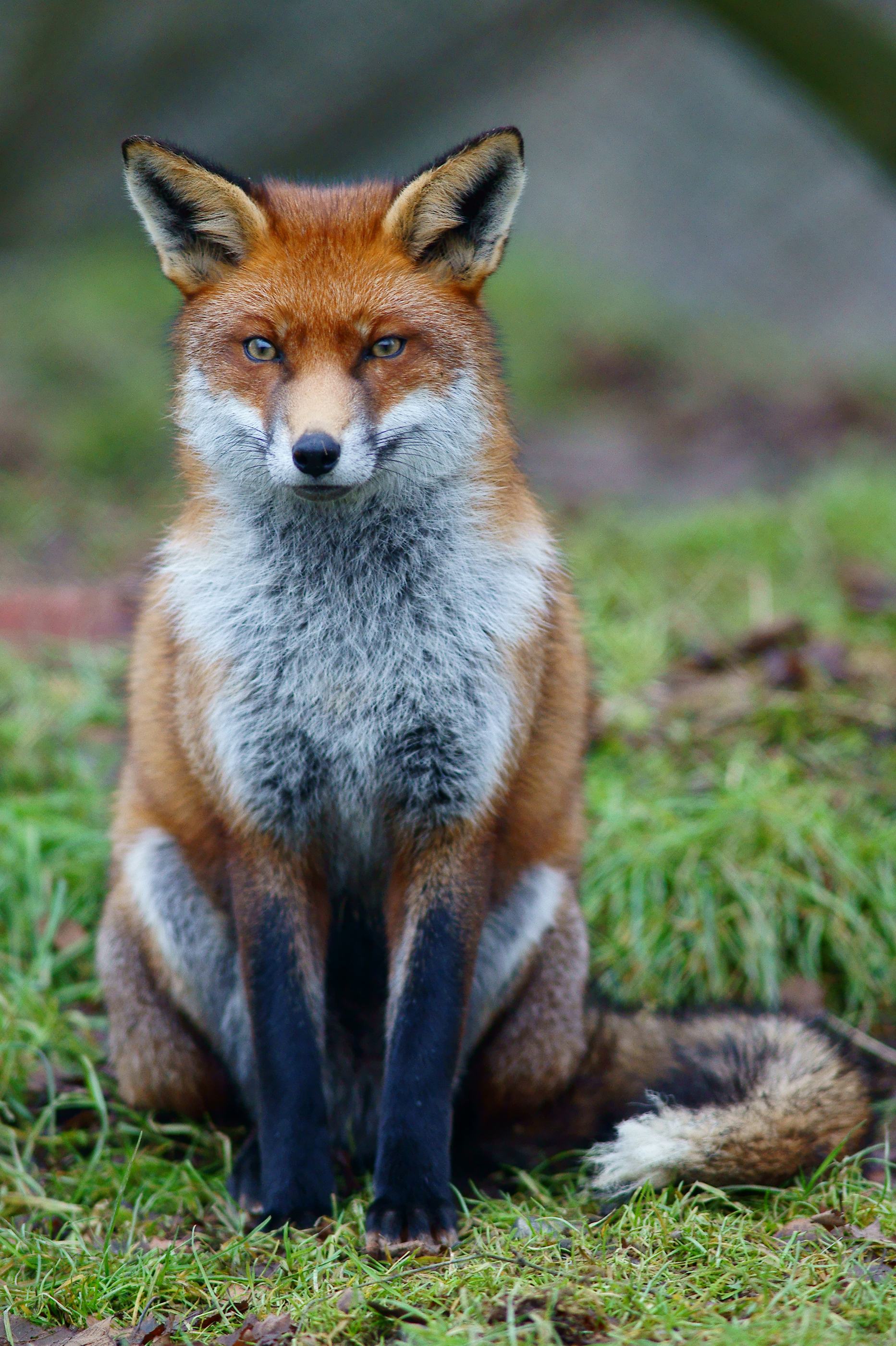
Renard roux (Vulpes vulpes)
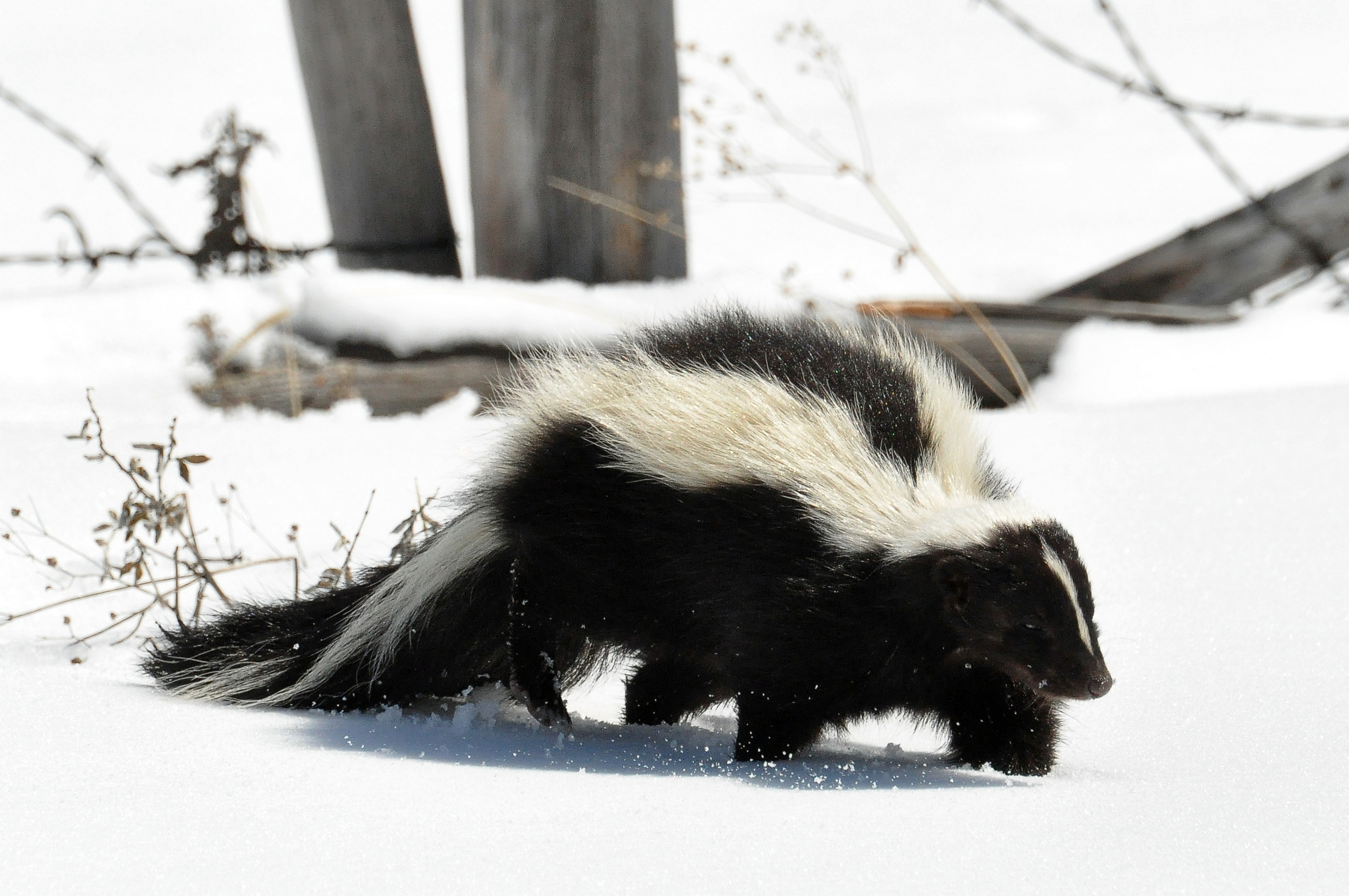
Mouffette rayée (Mephitis mephitis)
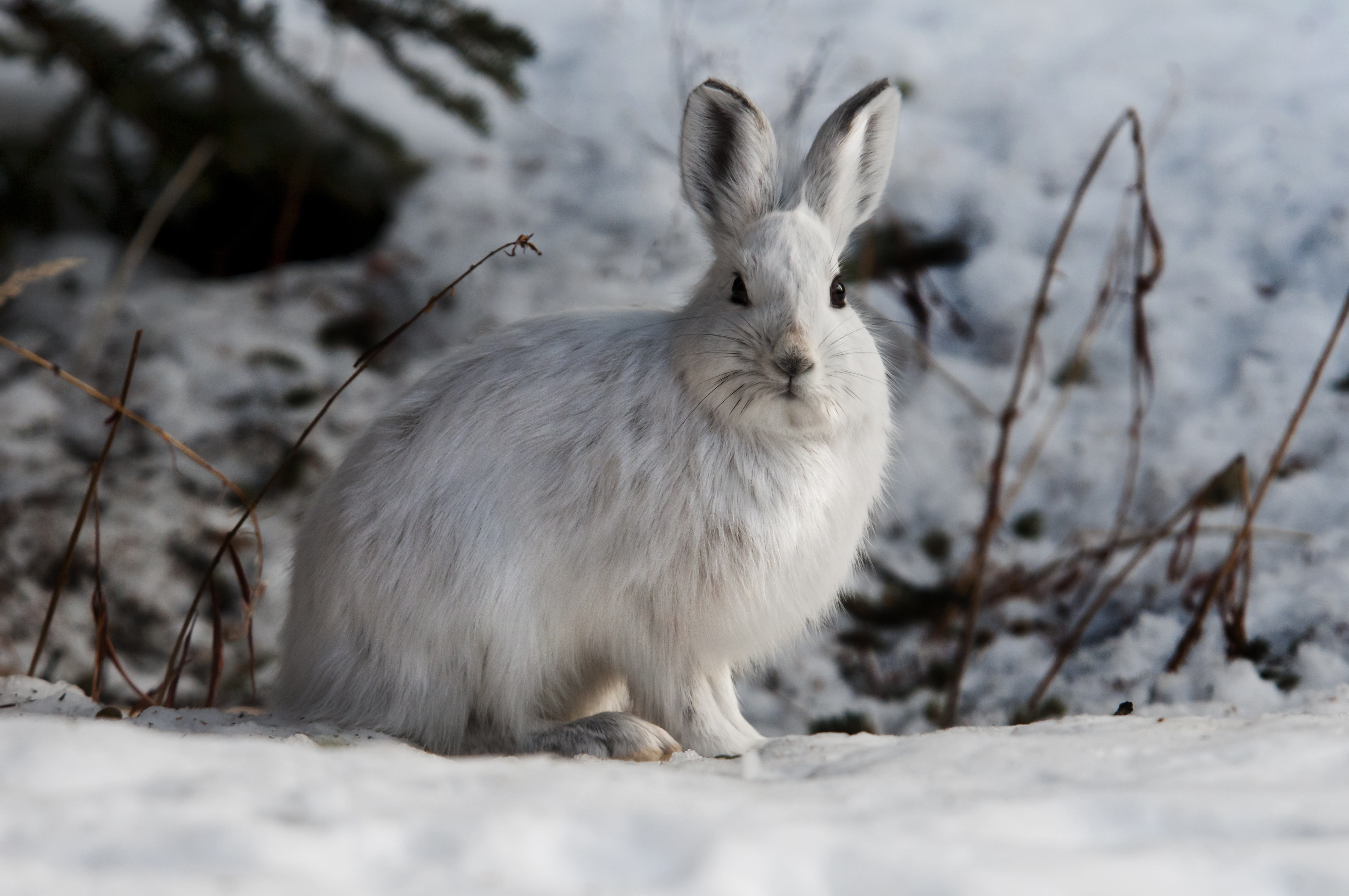
Lièvre d'Amérique (Lepus americanus)

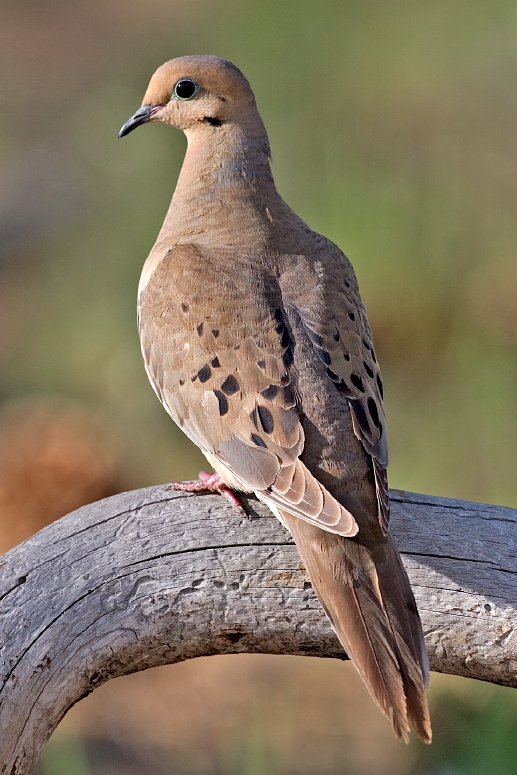
Tourterelle triste (Zenaida macroura)
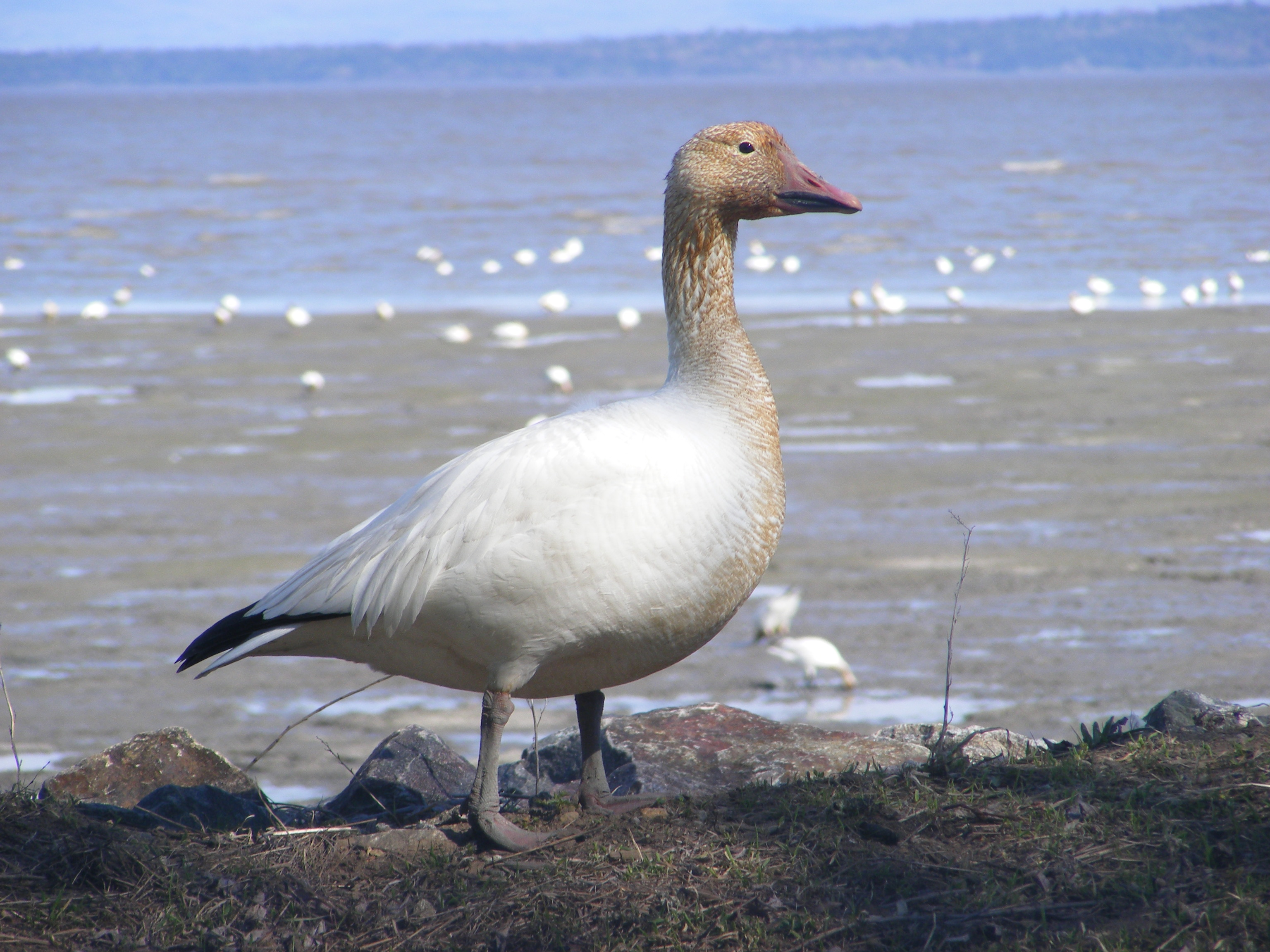
Oie blanche (Chen caerulescens)
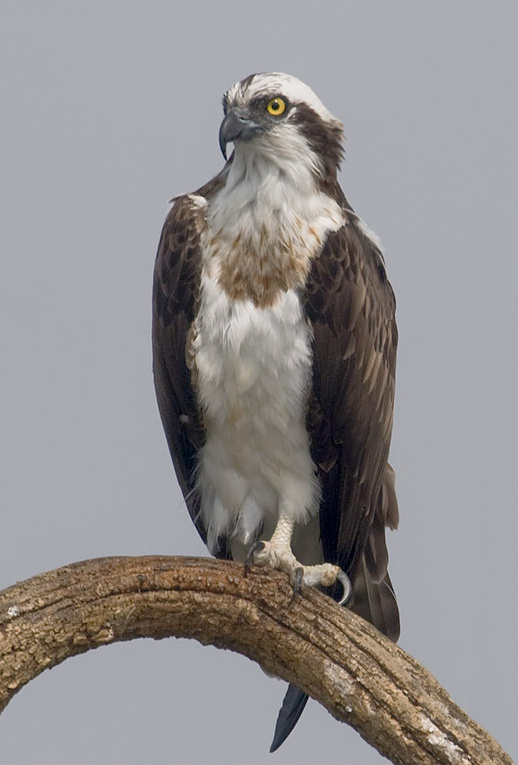
Balbuzard pêcheur (Pandion haliaetus)
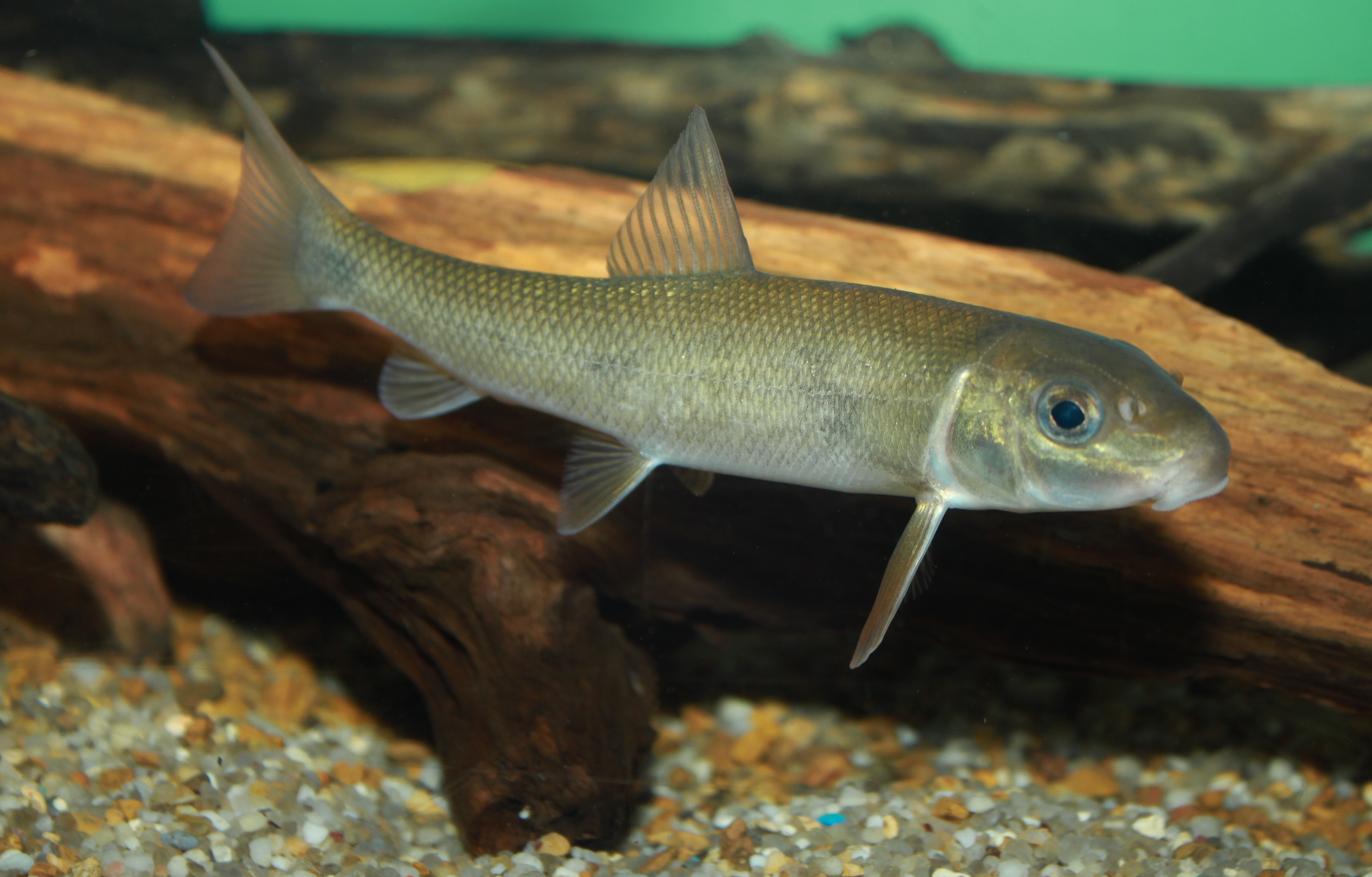
Meunier noir (Catostomus commersonii)
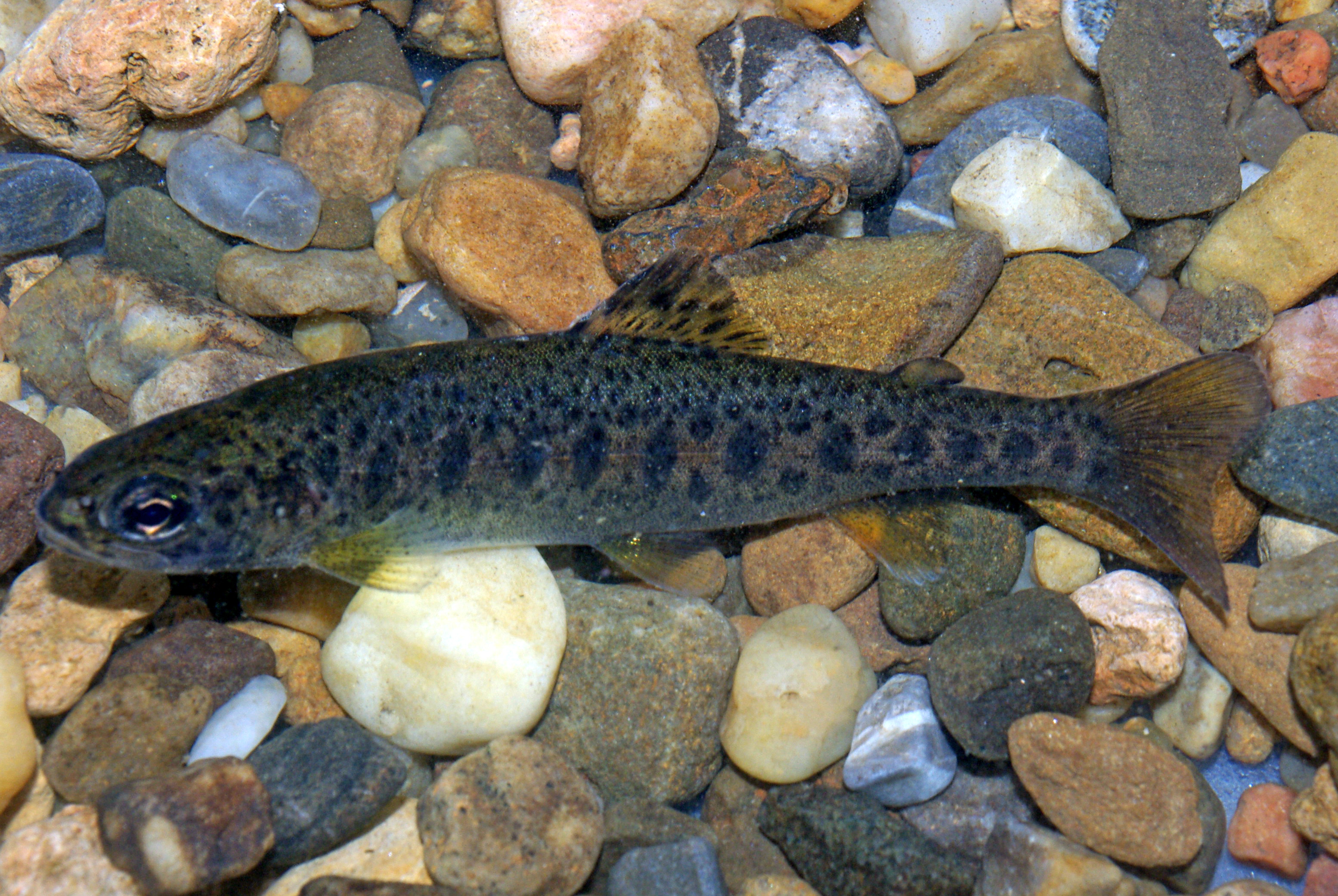
Truite arc-en-ciel (Oncorhynchus mykiss)
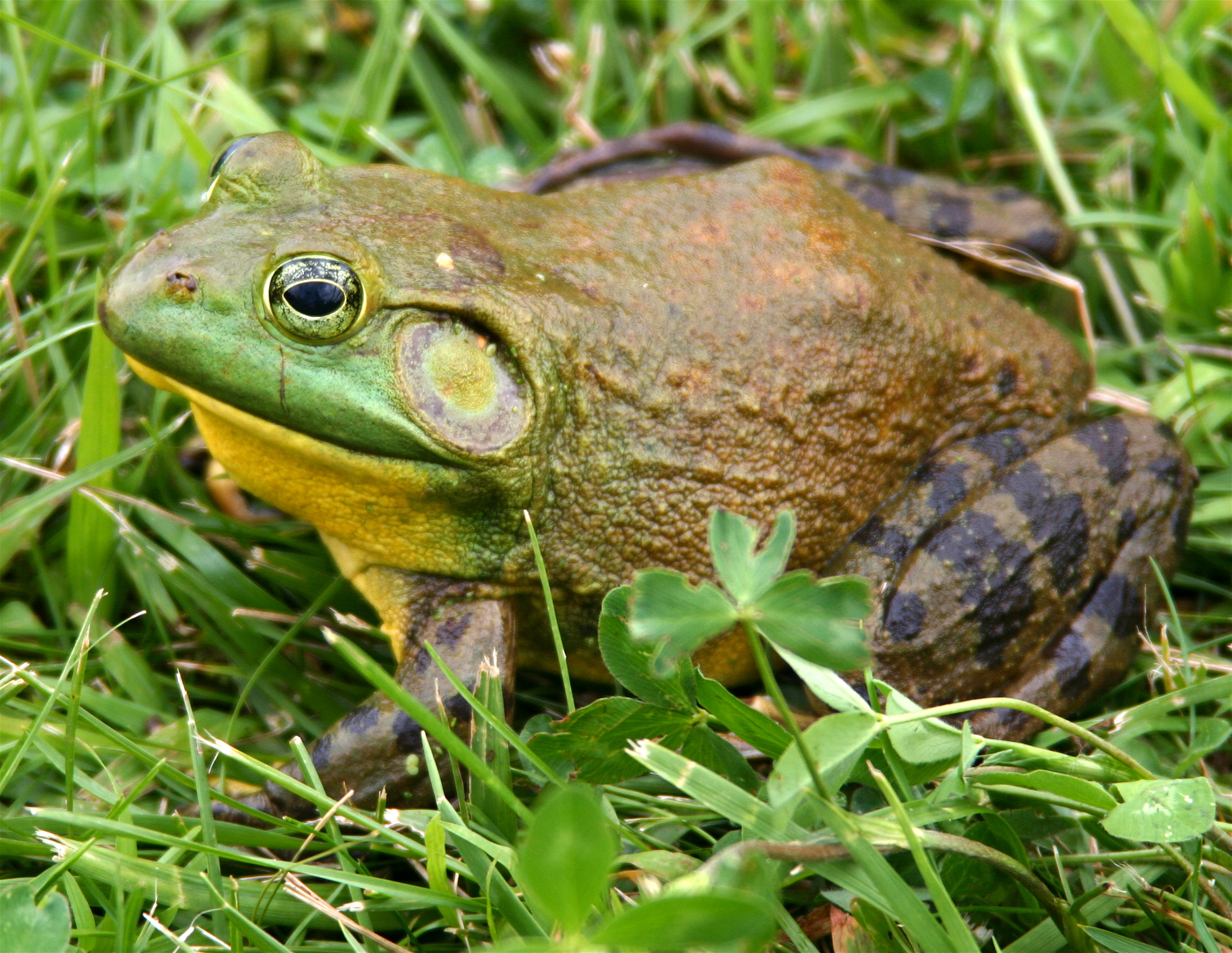
Ouaouaron (Lithobates catesbeianus)

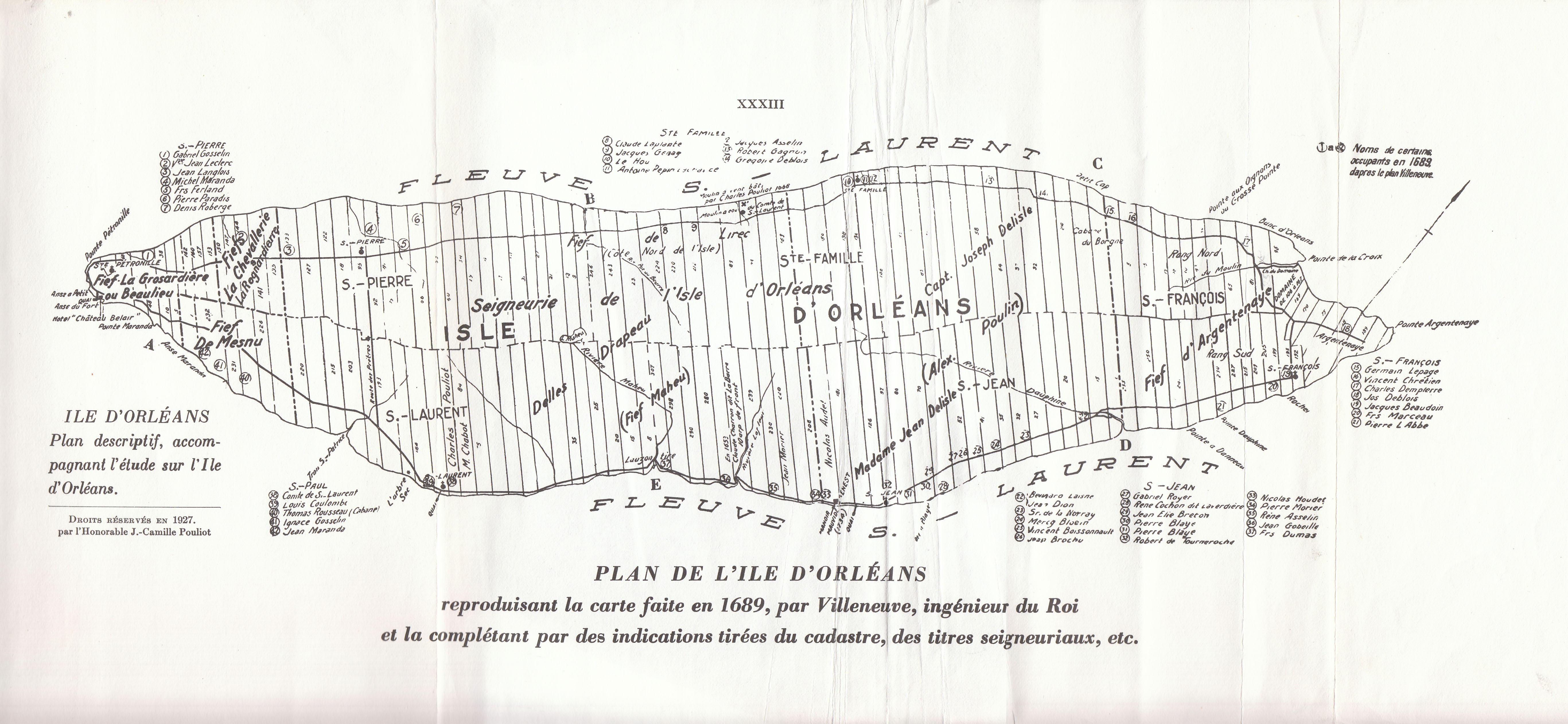
Plan de l'île d'Orléans reproduisant la carte faite en 1689 par Villeneuve, ingénieur du Roi, et la complétant par des indications tirées du cadastre, des titres seigneuriaux, etc.

## Histoire
C'est Jacques Cartier qui, en 1535, à la vue de cette île verdoyante, la surnomme « île de Bacchus », en raison des vignes sauvages qui y poussent. Mais bien avant l'arrivée des Européens, les Amérindiens désignaient l'île par le mot algonquin « Ouindigo » qui signifie « coin ensorcelé ». Au fil des ans, l'île cumula une série de noms différents. Son nom définitif, soit île d'Orléans, on le doit (encore) à Jacques Cartier qui, le 6 mai 1536, la rebaptisa ainsi en l'honneur du duc d'Orléans, fils du roi de France, François Ier.
Au début de la colonisation, les colons appelés à peupler l'île sont pour la plupart originaires de la Normandie et du Poitou.
L'île d'Orléans est l'un des plus anciens lieux de peuplement de la Nouvelle-France. La seigneurie de l'Île-d'Orléans fut concédée à Jacques Castillon par la compagnie de la Nouvelle-France en 1636 et Sainte-Famille fut fondée en 1661 sous l'administration du gouvernement de Québec,. On trouve d'ailleurs sur l'île de nombreuses fermes ainsi qu'une importante concentration de maisons de pierres datant du régime français. Plus de 600 bâtiments sont reconnus par le gouvernement du Québec, comme ayant une grande valeur patrimoniale, dont la plus ancienne église rurale de la Nouvelle-France (Saint-Pierre).
Le recensement de 1685 dénombra 1 205 insulaires et 917 têtes de bétail.
En 1759, l'île, après avoir été complètement évacuée de ses habitants avant l'arrivée de la flotte de la Royal Navy, sera occupée par les Anglais, mais il ne persiste aujourd'hui que peu de traces de leur passage. L'île est quand même ravagée par les troupes britanniques. Lors de la mise à sac de l'île par les troupes de James Wolfe, à l'été 1759, seulement quelques habitations sont épargnées, parmi lesquelles le manoir Mauvide-Genest et la maison Drouin. L'église de Saint-Pierre-de-l'Île-d'Orléans et le presbytère ont servi d'hôpital militaire et de quartier général à l'armée britannique de James Wolfe.

Carte du gouvernement de Québec levée en l'année 1709 par Gédéon de Catalogne - détail.
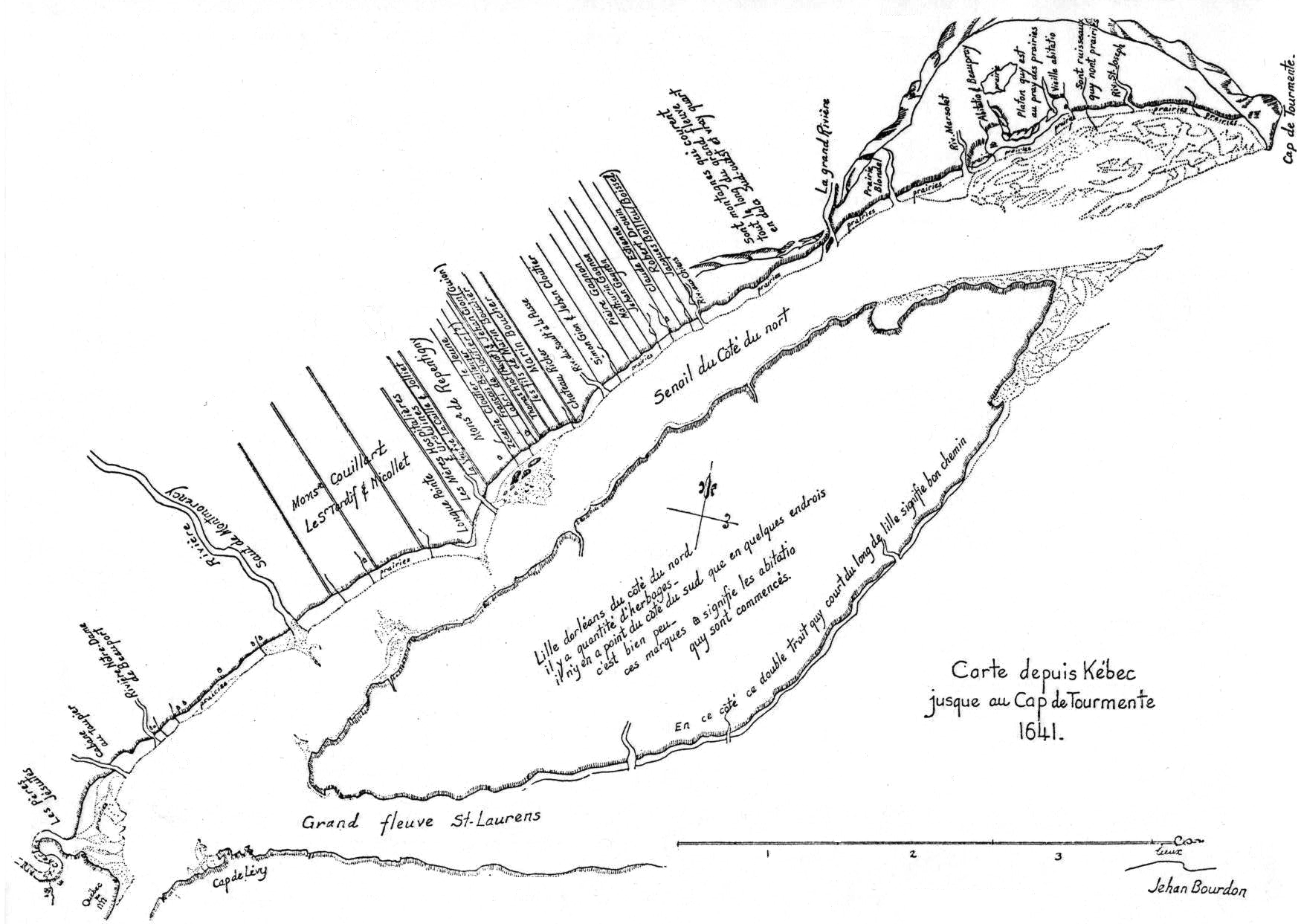
Carte de la côte de Beaupré et de l'île d'Orléans dressée par Jean Bourdon en 1641.
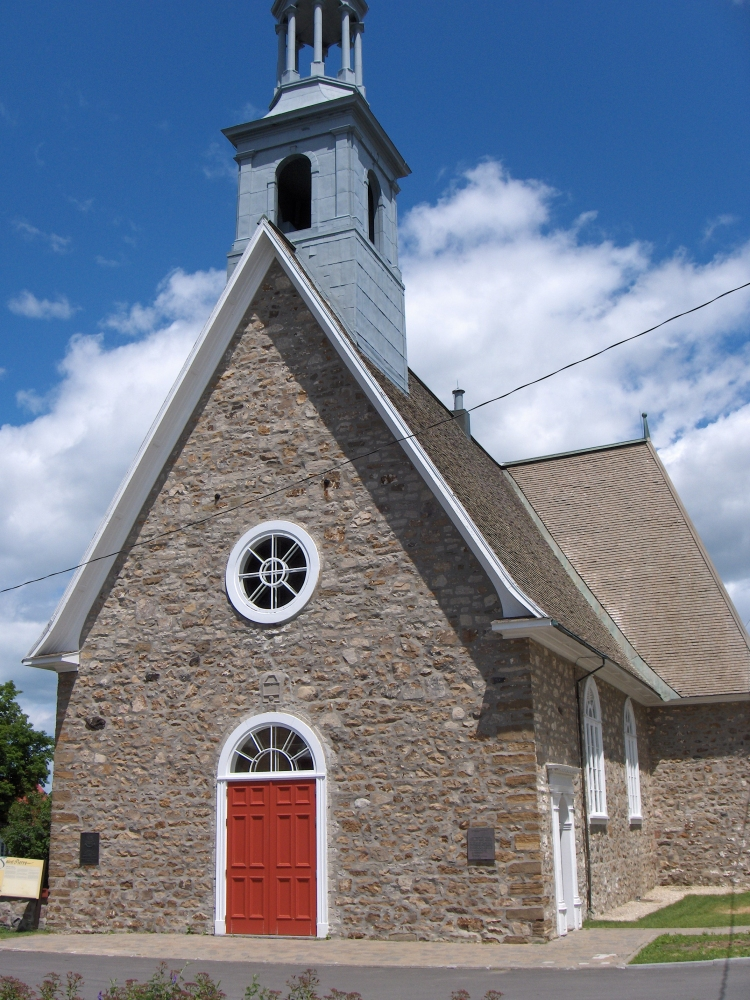
La doyenne des deux églises de Saint-Pierre-de-l'Île-d'Orléans de 1717.
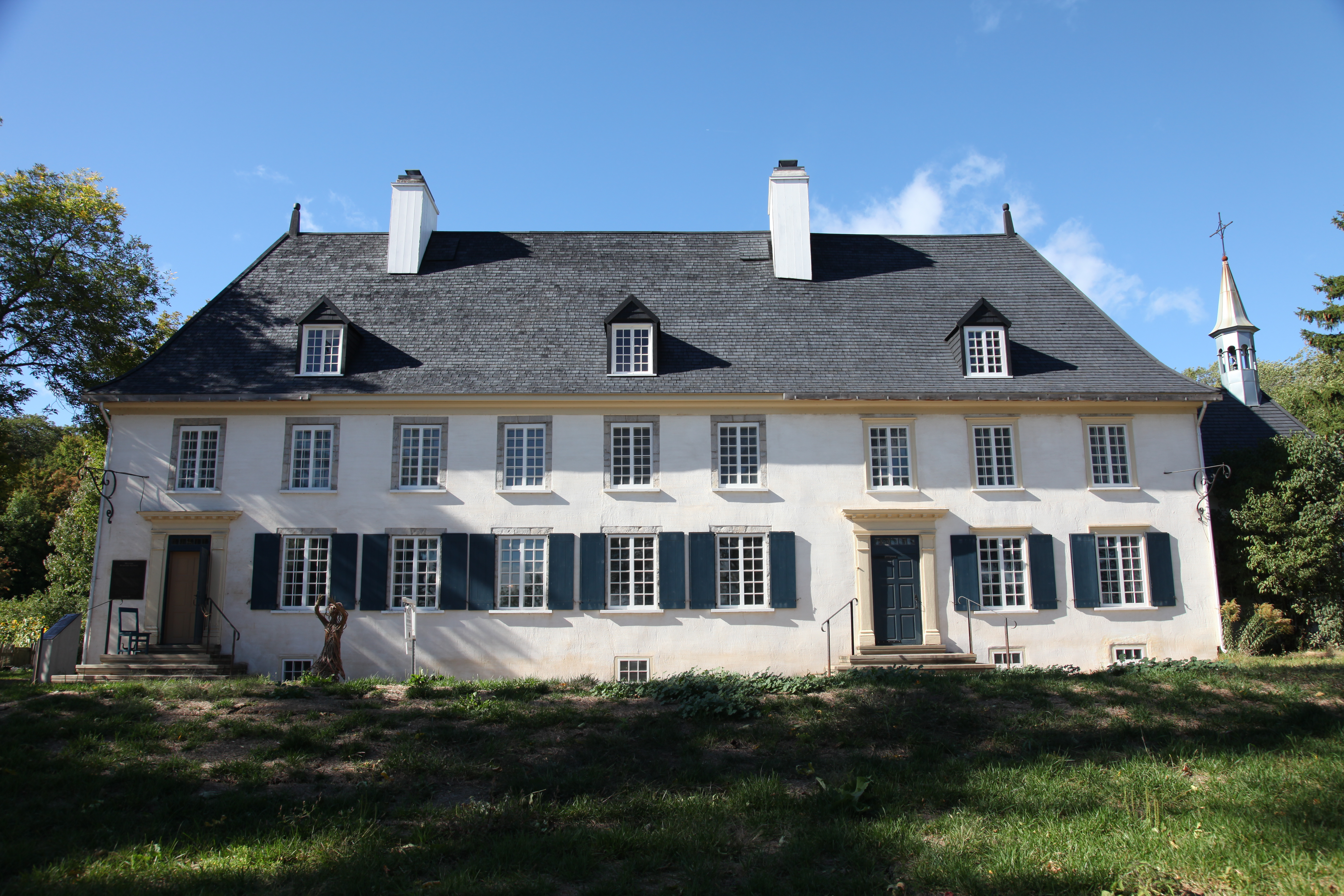
Manoir Mauvide-Genest de 1734 à Saint-Jean-de-l'Île-d'Orléans.
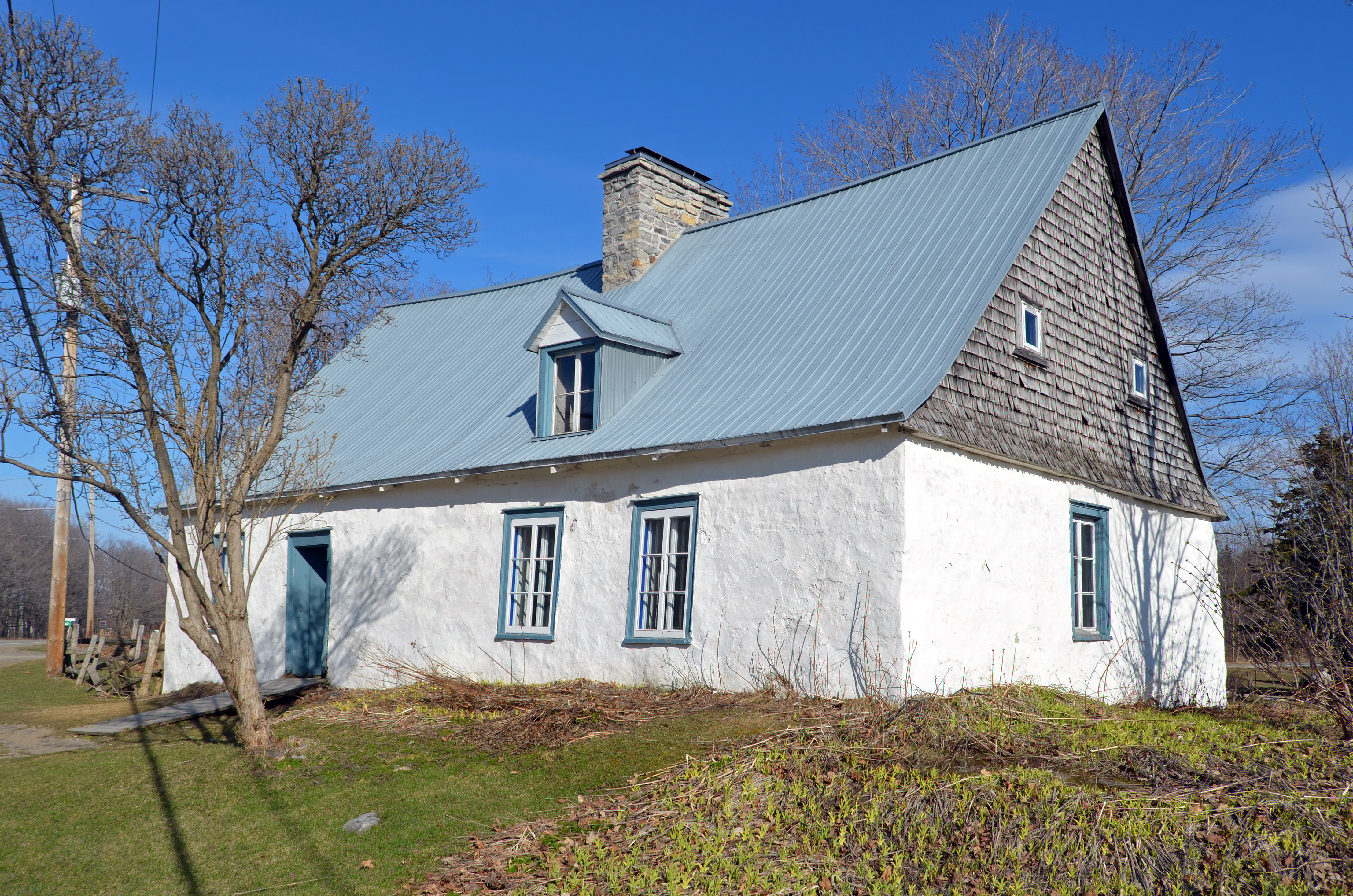
Maison Drouin à Sainte-Famille-de-l'Île-d'Orléans érigée entre 1729 et 1735.
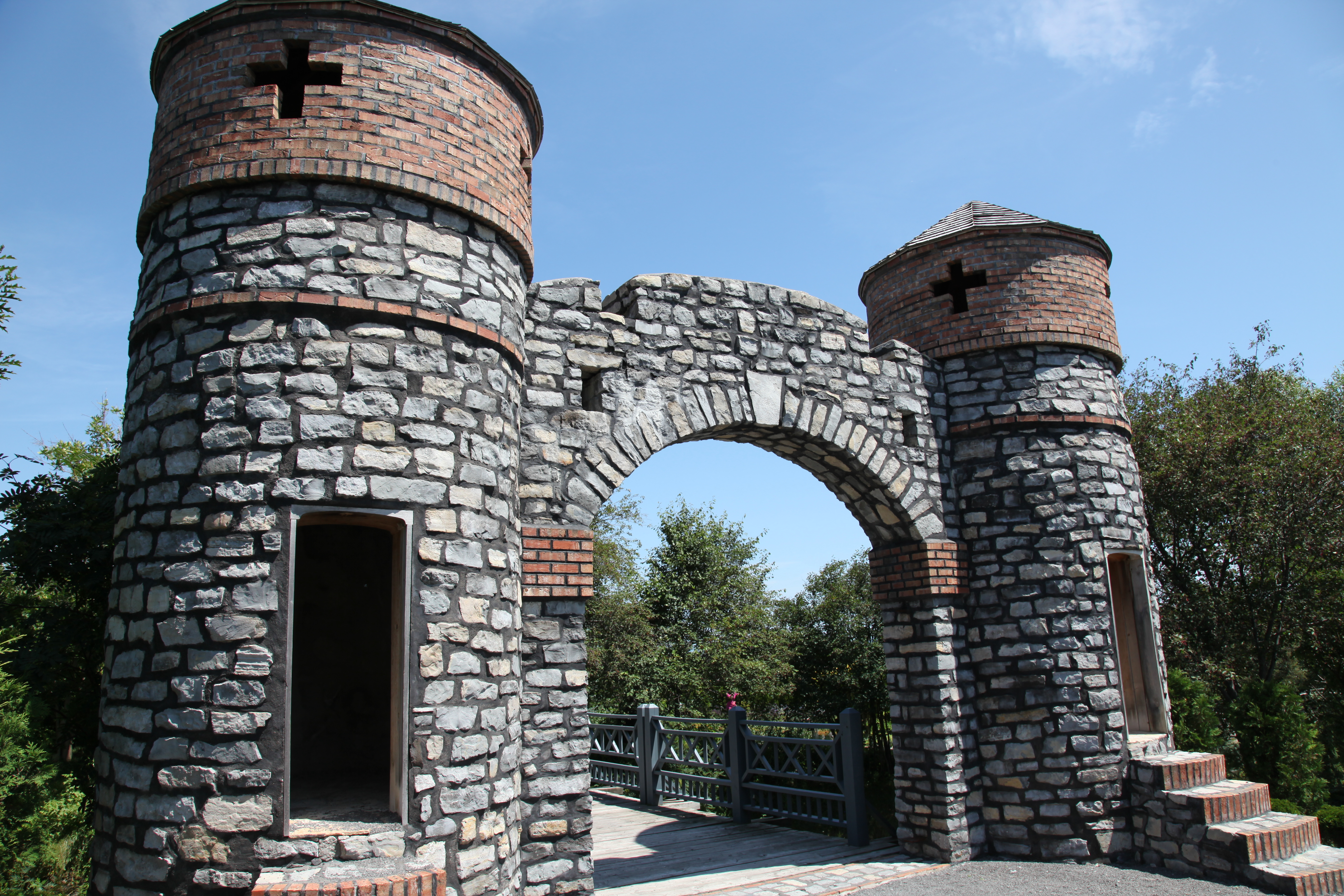
Porte de la seigneurie Saint-Jean-de-l'Île-d'Orléans, érigé vers 1734.
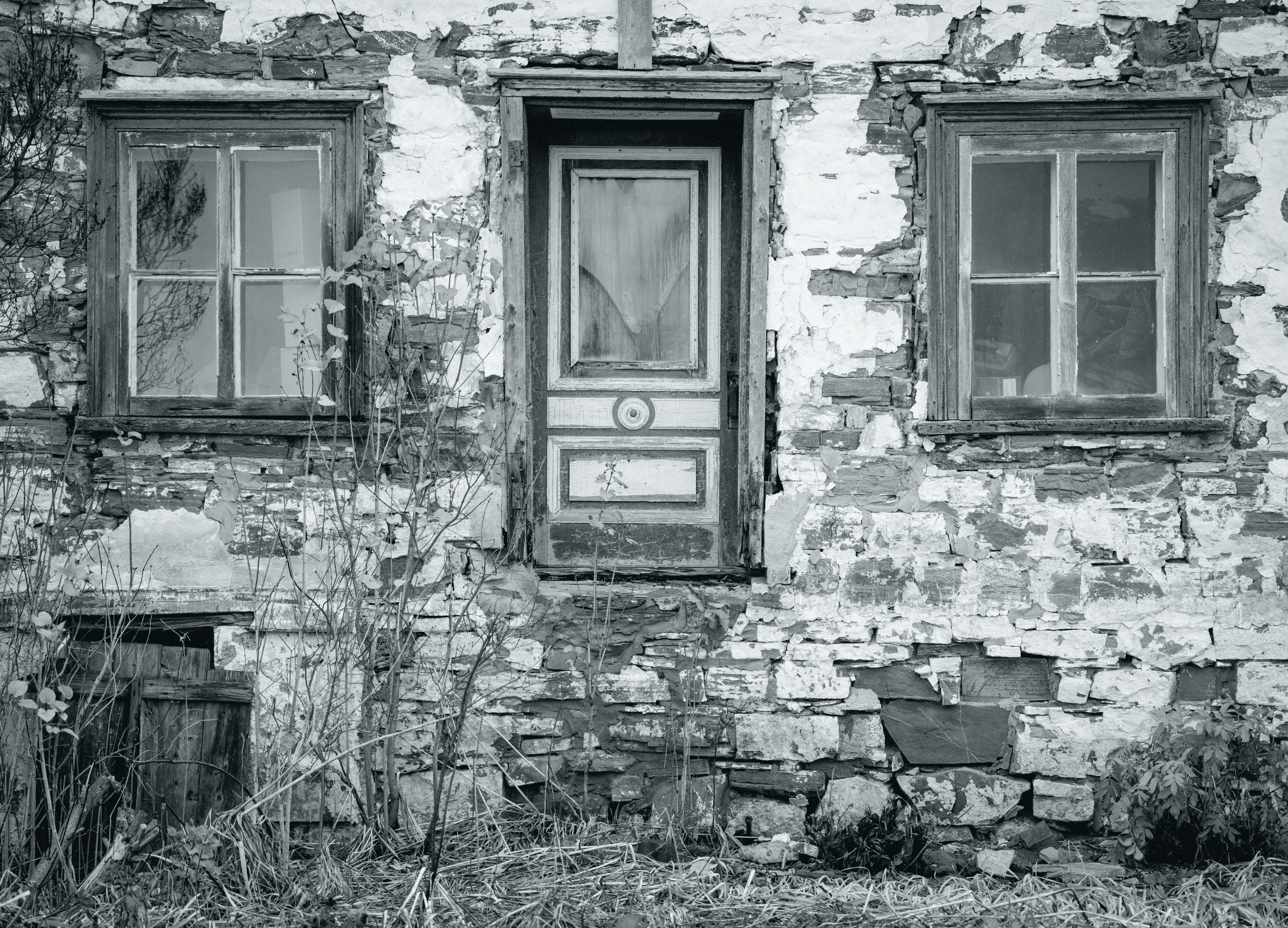
Façade d'une vieille maison sur l'ile, novembre 2022.
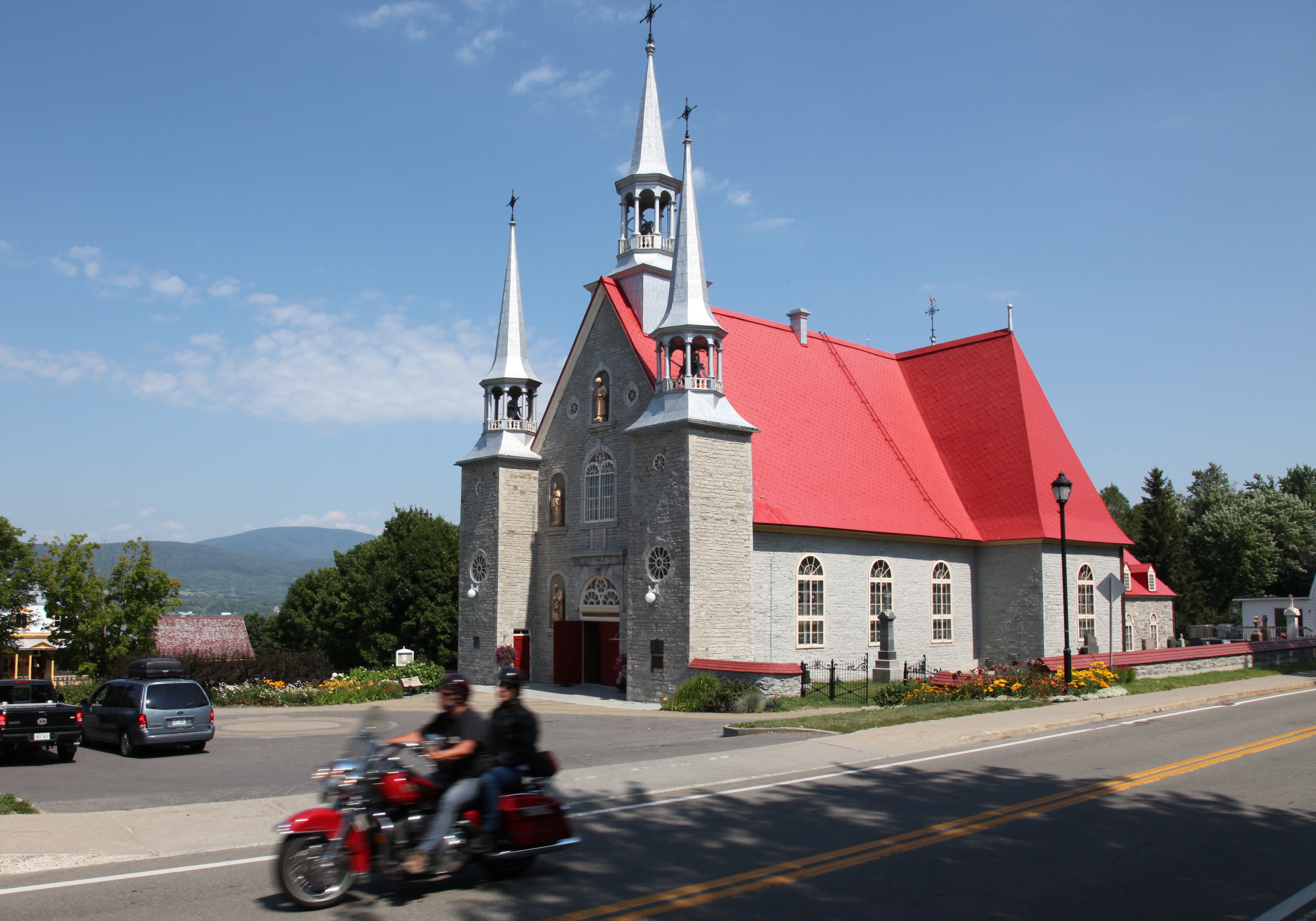
Église de Sainte-Famille de l'Île-d'Orléans, construit de 1743 à 1747.

## Économie

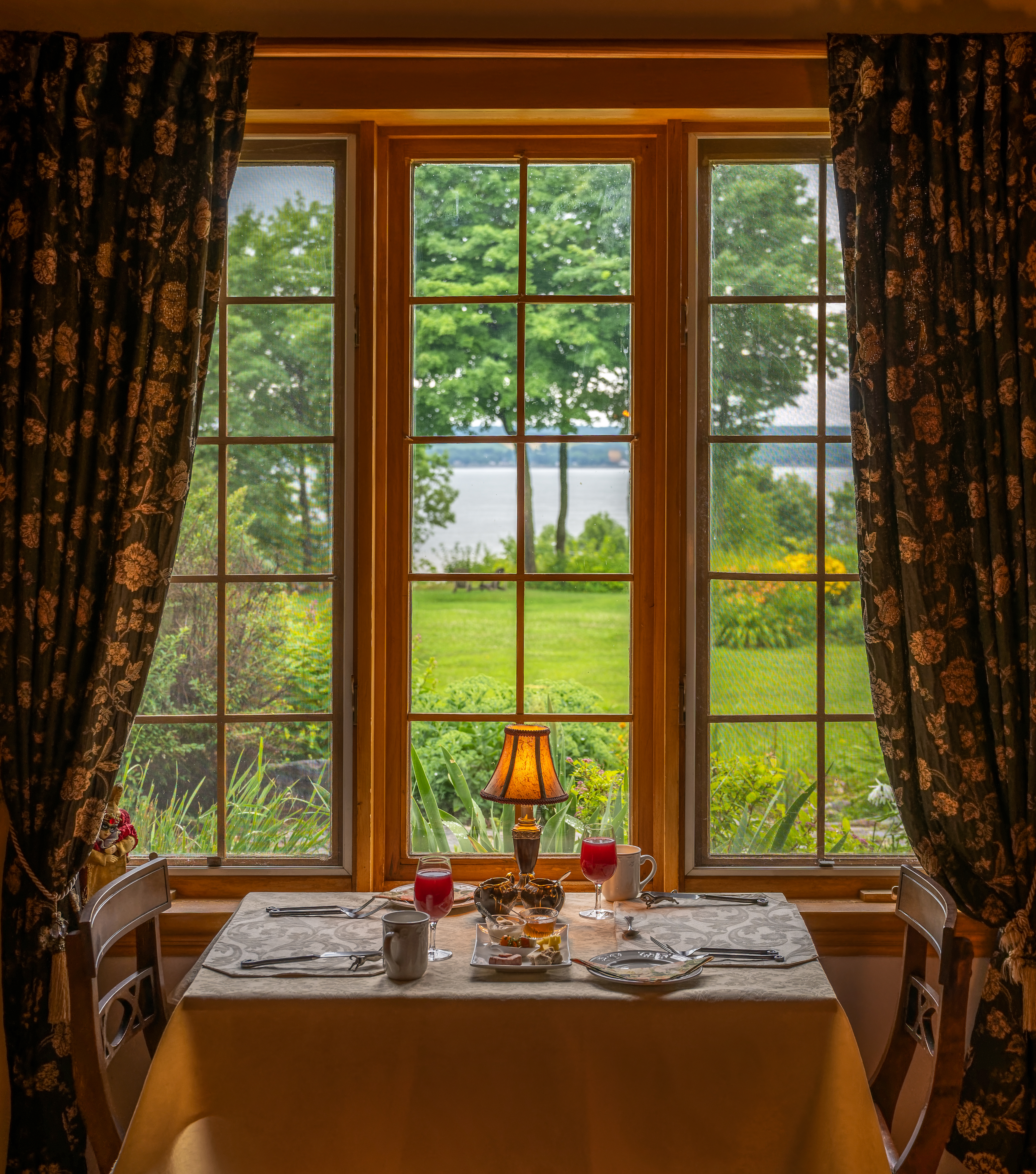
Petit déjeuner pour touristes à l'ile d'Orléans. Juillet 2022.

L'économie de l'île d'Orléans est principalement basée sur l'agriculture (pommes de terre, fraises, pommes, bleuets, framboises, légumes, vignes, petits fruits, produits de l'érable…), une viticulture notable — quelques petits domaines produisent des vins locaux blancs et rouges, la production de cidre et l'élevage. On y produit un fromage, le paillasson de l'Isle d'Orléans.
Le tourisme est une activité importante de l'île, notamment en raison de plusieurs producteurs de l'île qui offrent des produits locaux, ainsi que pour faire de l'autocueillette dans les fermes fruitières et maraîchères, surtout durant la période de récolte. Sur l'île existent aussi quelques attraits touristiques intéressants :
- Sainte-Famille-de-l'Île-d'Orléans : l'église de la Sainte-Famille de 1743 et les centres d'interprétation Maison de nos Aïeux et Maison Drouin
- Saint-François-de-l'Île-d'Orléans : la tour d'observation, la plage et la chocolaterie de l'île d'Orléans.
- Saint-Jean-de-l'Île-d'Orléans : le café "La Boulange", l'église catholique, la promenade sur la grève du Saint-Laurent et le Manoir Mauvide-Genest (Lieu historique national du Canada)
- Saint-Laurent-de-l'Île-d'Orléans: le Parc maritime de Saint-Laurent et la marina de l'île d'Orléans
- Sainte-Pétronille : la chocolaterie de l'île et la maison du peintre Horatio Walker
- Saint-Pierre-de-l'Île-d'Orléans : l'espace Félix Leclerc et le Bellevue avec la sculpture géante de Félix Leclerc

Aussi il y a depuis des années un fort mouvement des habitants de la ville de Québec, qui possèdent des résidences secondaires sur le pourtour de l'île d'Orléans.

## Personnalités et lieux

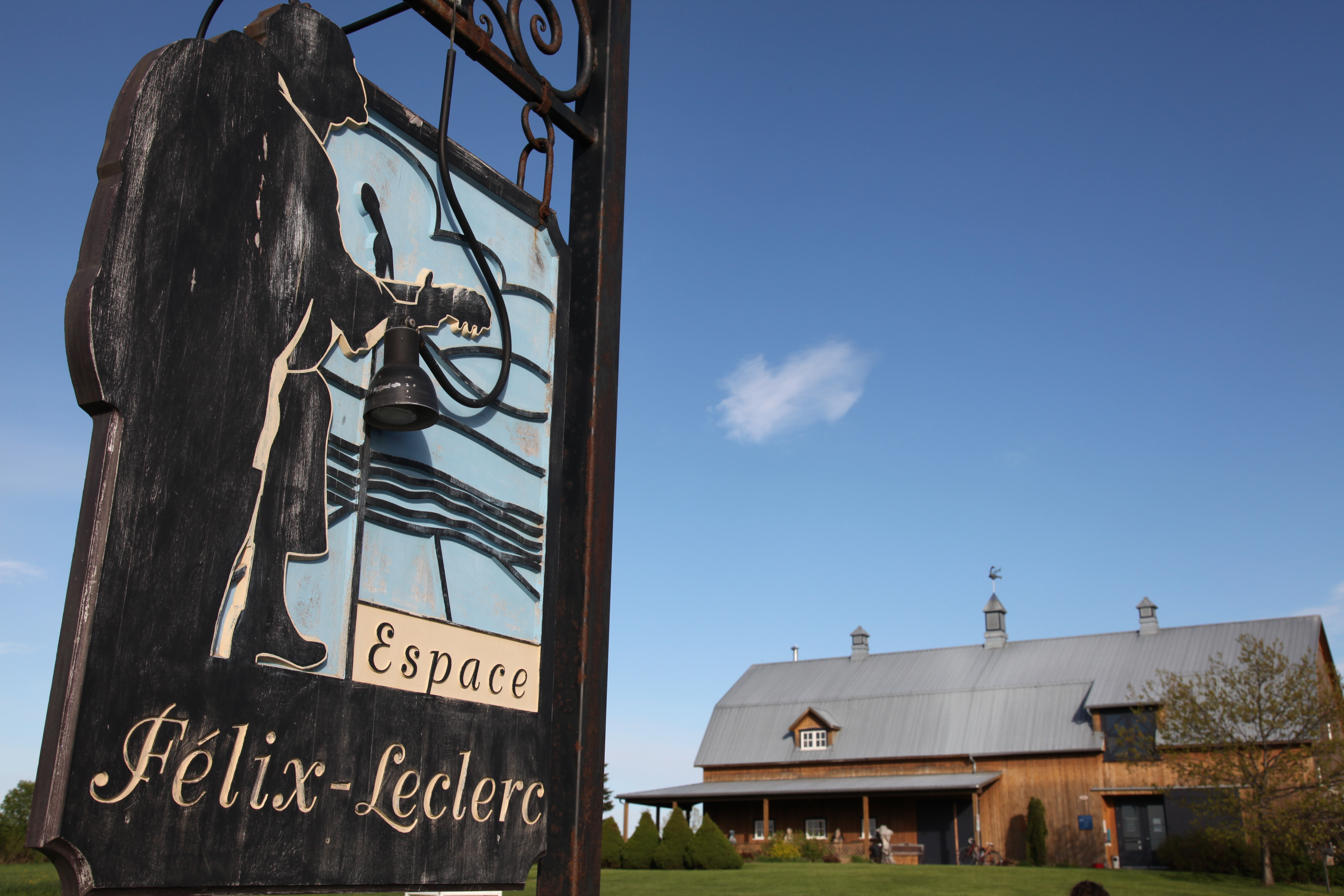
Espace Felix-Leclerc à Saint-Pierre-de-l'Île-d'Orléans

Félix Leclerc est enterré à Saint-Pierre. On y retrouve l'Espace Félix-Leclerc, aujourd'hui un musée et salle de spectacle, en son honneur.

## L'île dans l'art et la culture
Plusieurs chansonniers ont fait référence à l'Île d'Orléans dans leurs chansons notamment :
- Yves Duteil fait référence à l'île dans sa chanson La langue de chez nous.
- Félix Leclerc en fera une chanson : Le Tour de l'île.
- Jean-Pierre Ferland fait référence à l'île dans Chanson pour Félix.
- Sylvain Lelièvre fait référence à l'île dans sa chanson Le fleuve.
- Monique Leyrac fait référence à l'île dans sa chanson La fille de l'île.
- Tire le Coyote fait référence à l'île dans sa chanson Calfeutrer les failles.

## Galerie

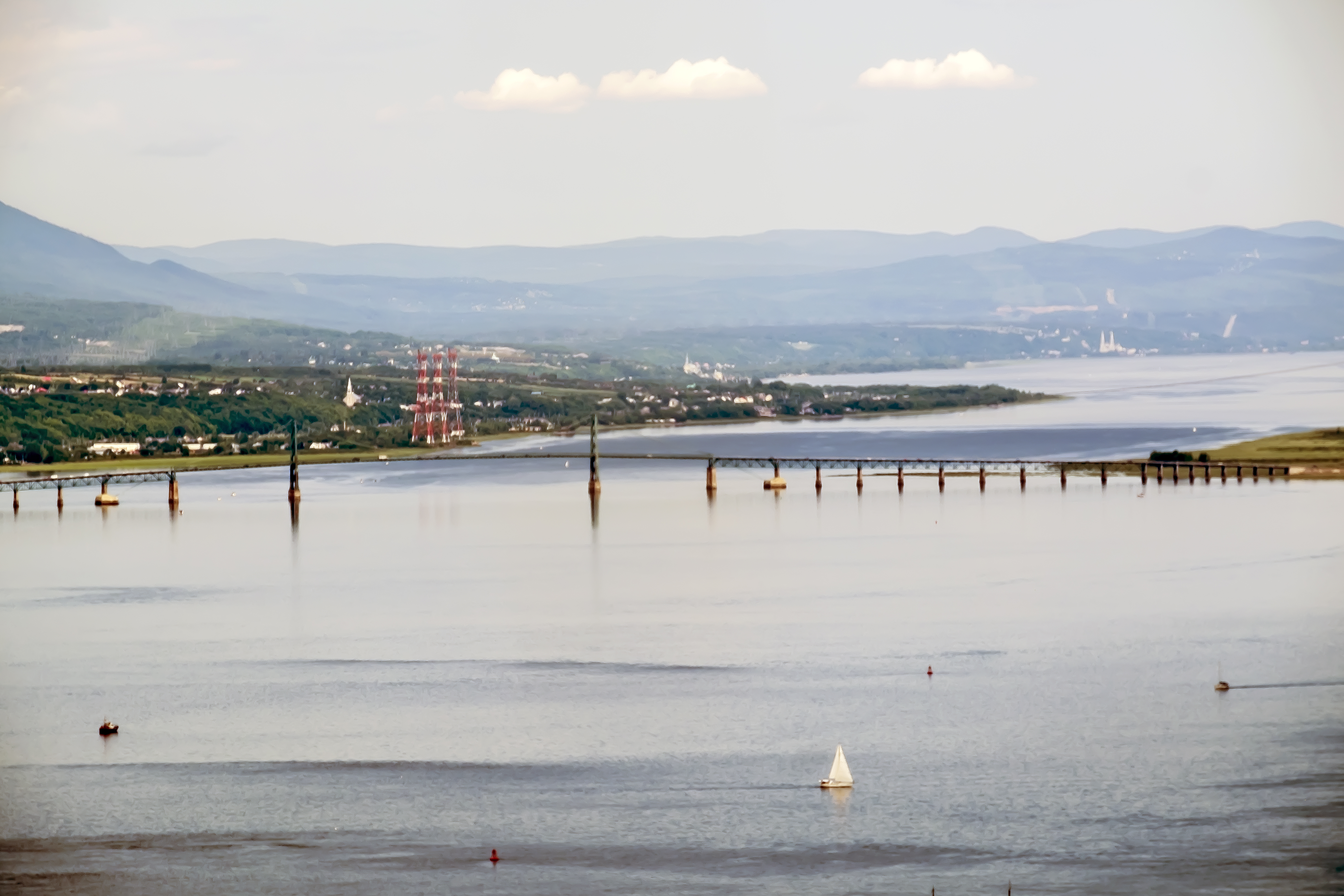
Vue panoramique de la rive Nord: le fleuve Saint-Laurent avec le pont de l'île d'Orléans.
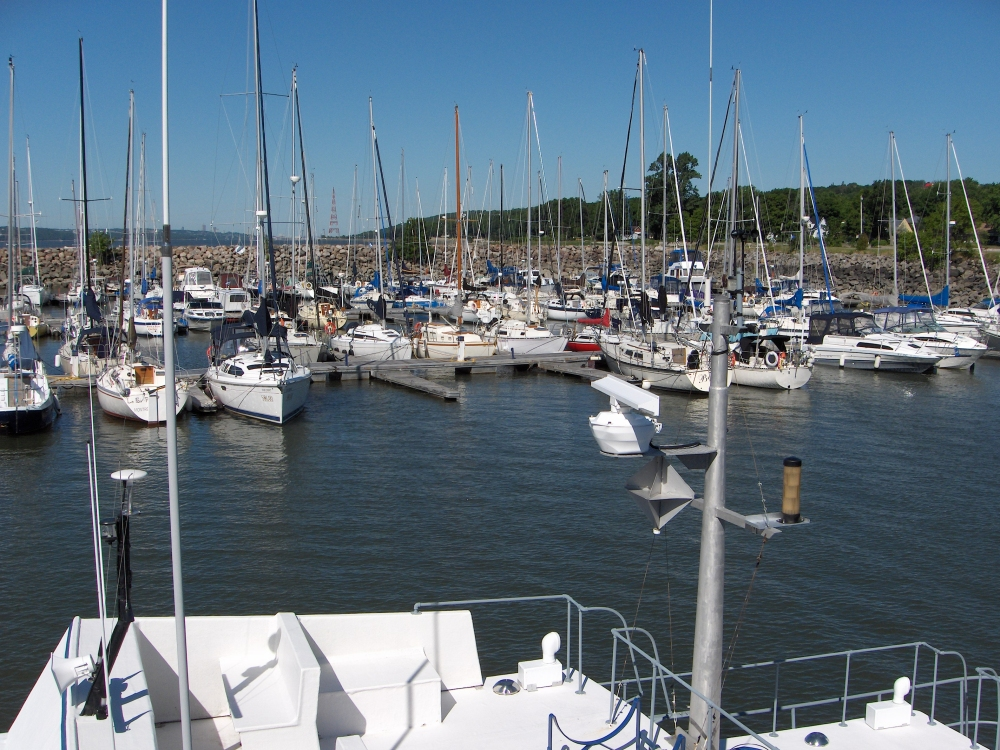
Marina à Saint-Laurent-de-l'île-d'Orléans.
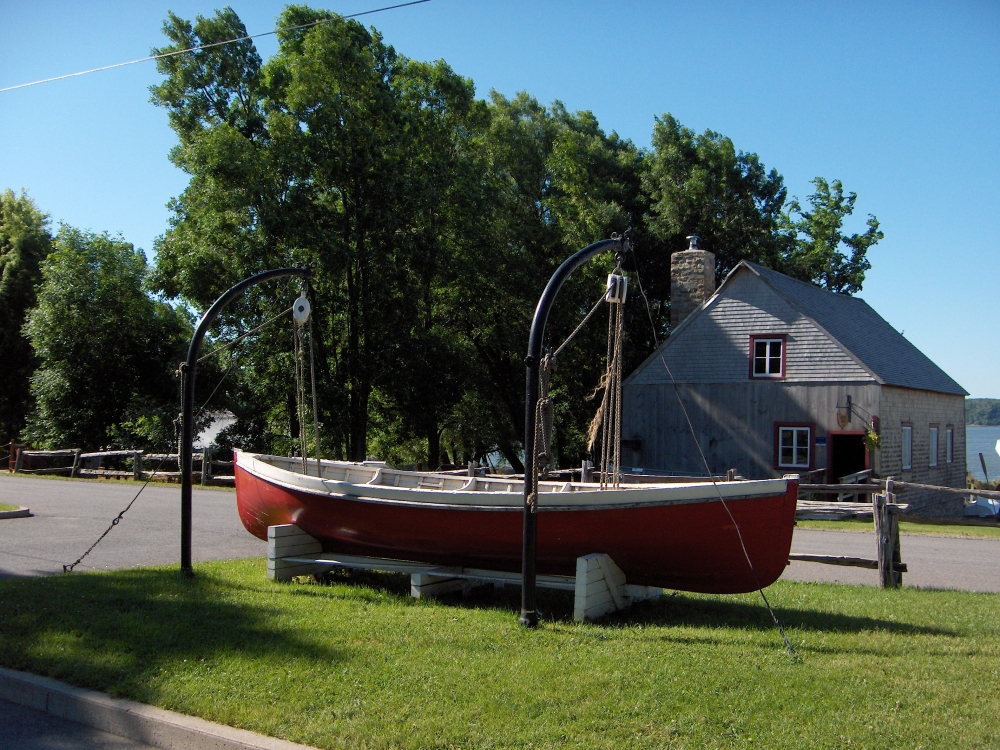
La chalouperie Godbout de 1837 au parc maritime de Saint-Laurent.
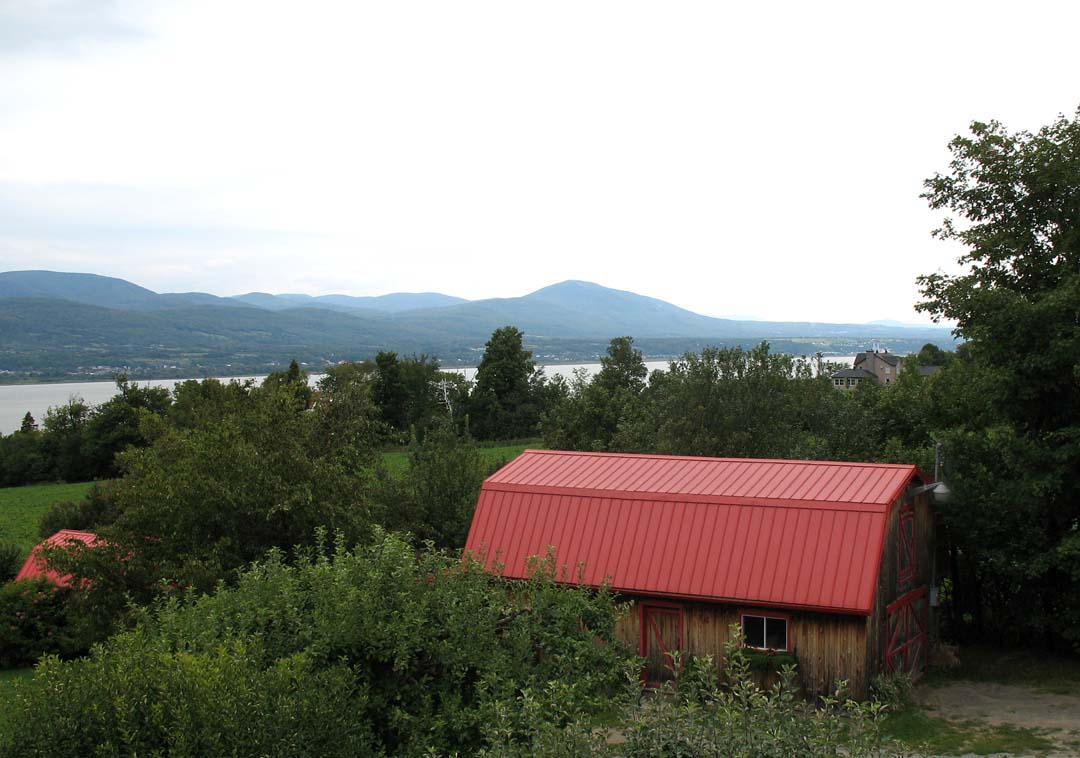
Vue sur la rive nord du fleuve Saint-Laurent.
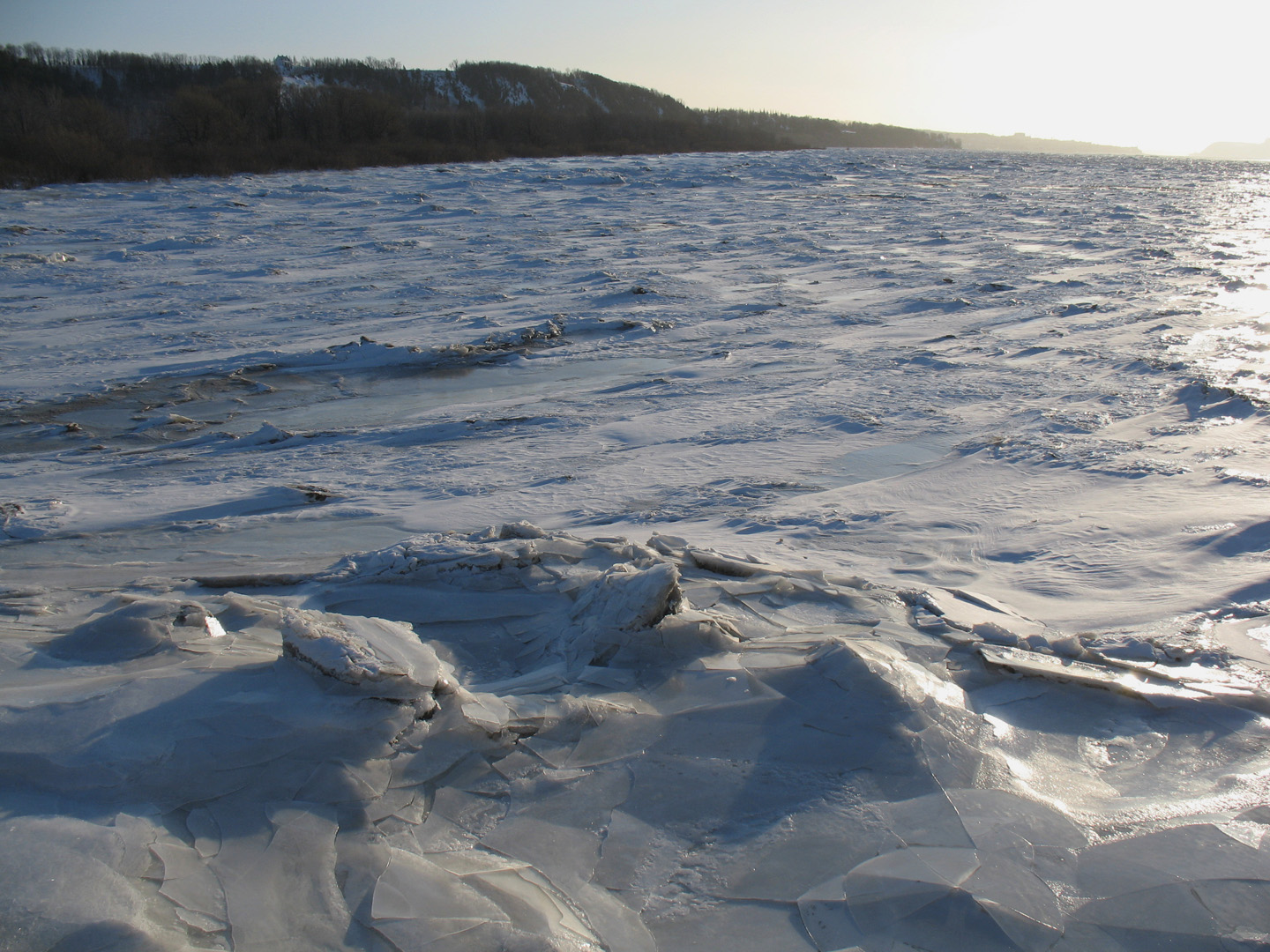
Le fleuve Saint-Laurent gelé au pont de l'île d'Orléans.
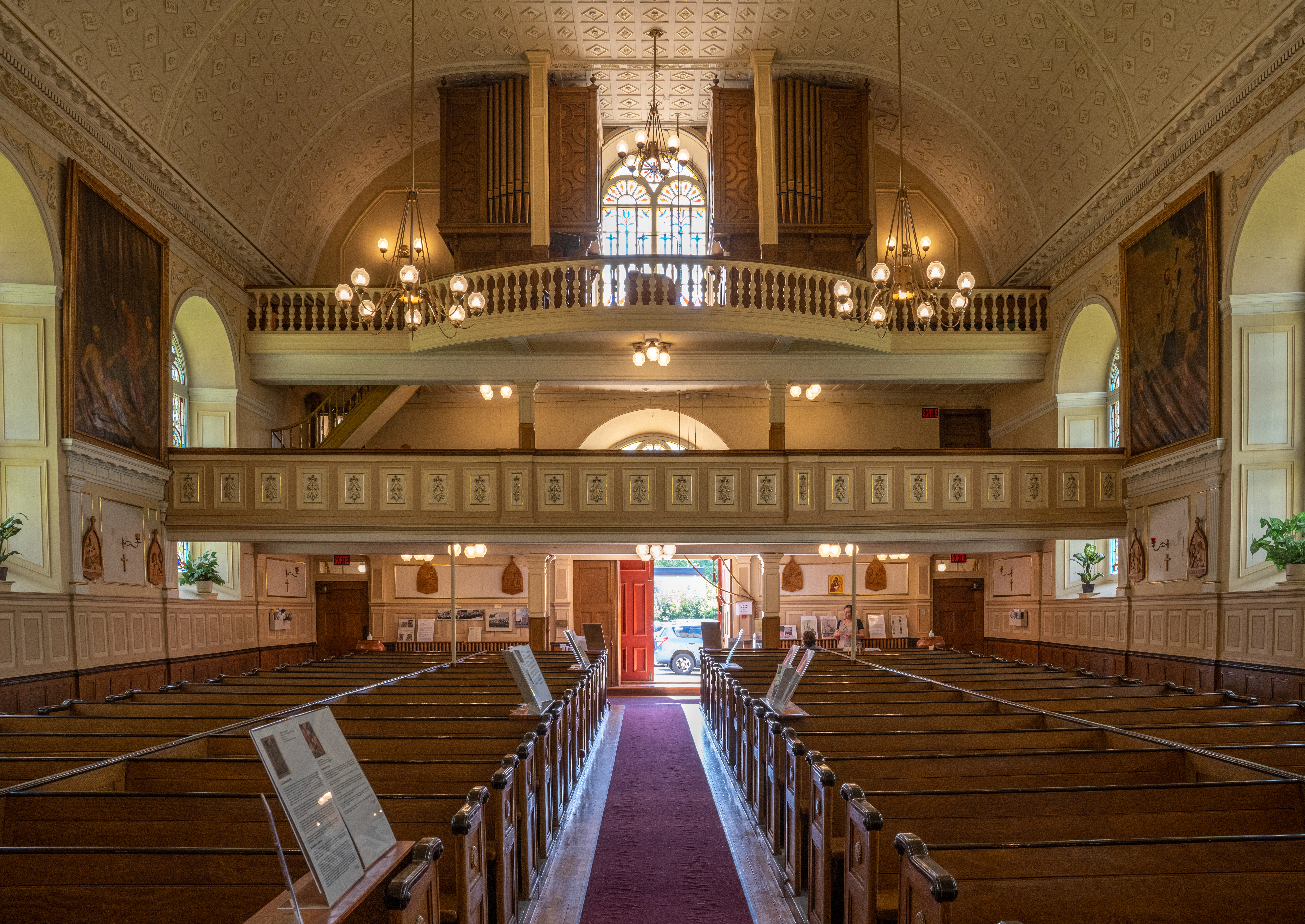
L'intérieur de l'église de la Sainte-Famille-de-l'île-d'Orléans.
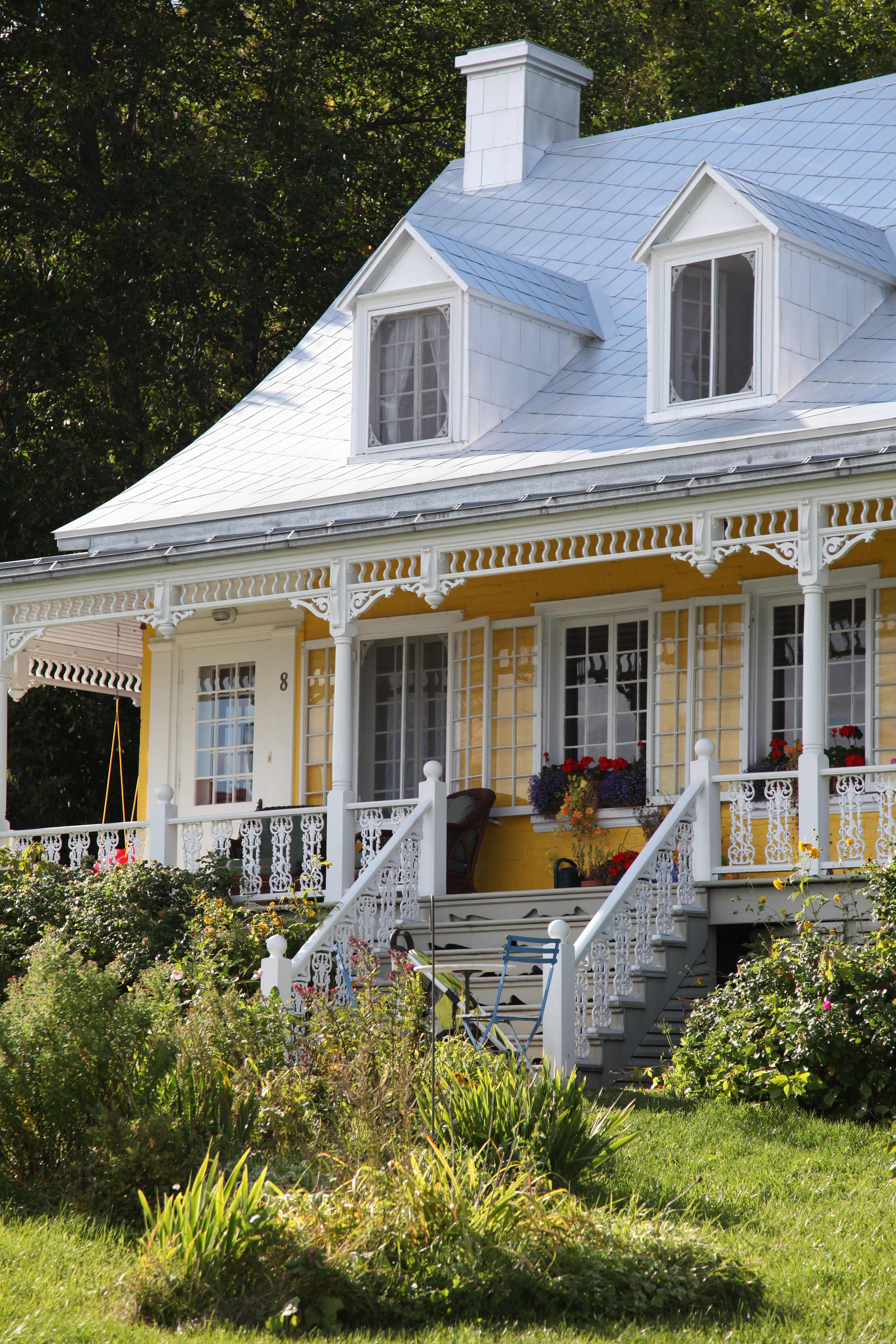
Maison typique à Saint-Jean-de-l'Île-d'Orléans.
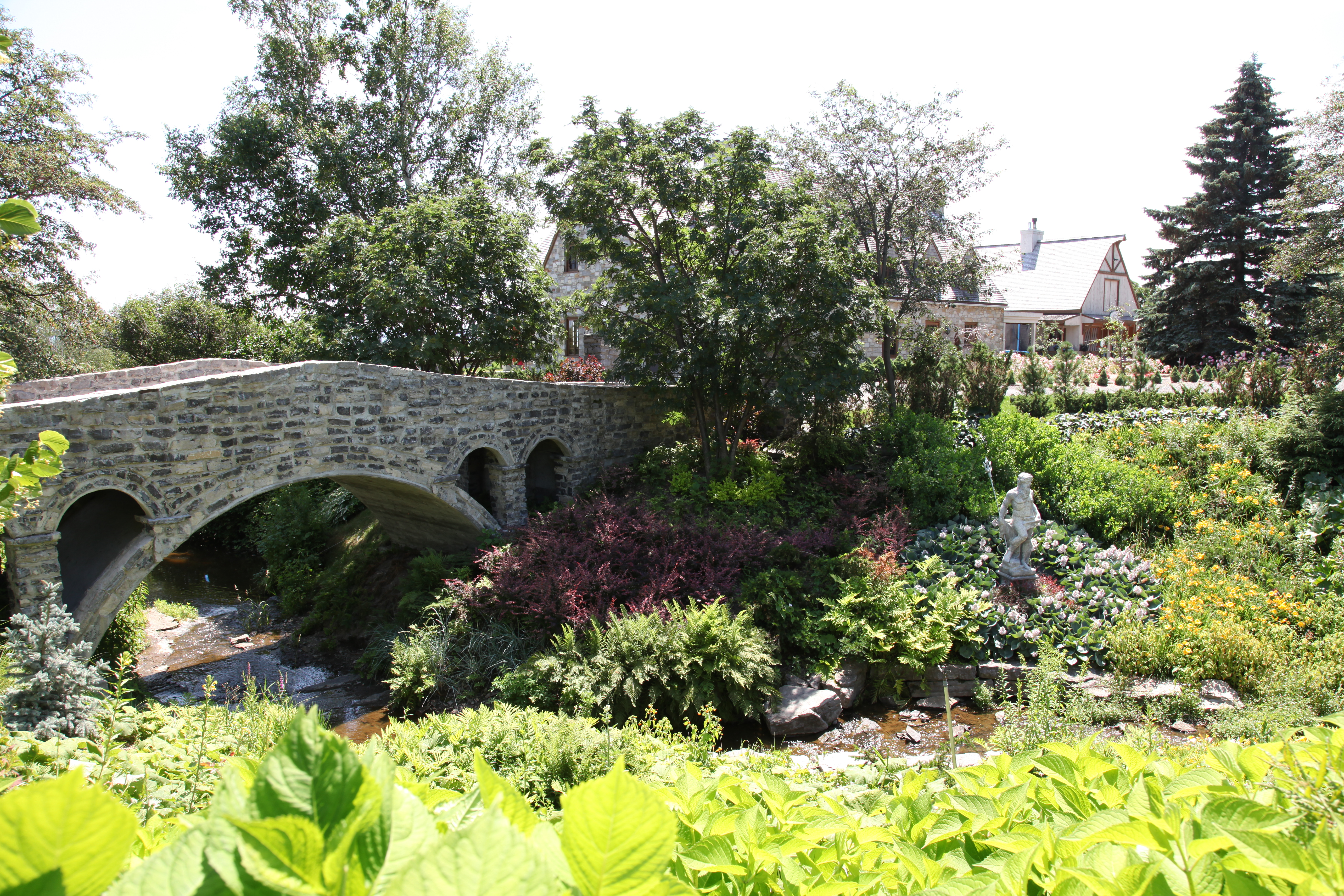
La Seigneurie à Saint-Jean-de-l'Île-d'Orléans avec le pont vers le bâtiment principal.

## Infrastructures

### Projet de pont reliant l'île d'Orléans au continent.
Un projet d'une nouvelle infrastructure reliant l'île d'Orléans au continent (municipalité de Québec) a été proposé récemment. Les intervenants qui sont en faveur du nouveau projet en ont discuté devant le BAPE (Bureau d'audience publique sur l'environnement). Malheureusement, cette nouvelle construction amène son lot d'inquiétudes. En effet, le chantier se trouve dans une zone qui abrite le bar rayé, une espèce de poisson en voie de disparition. Cela dit, avant que le projet de construction du pont prenne son élan officiel, il devra être approuvé par Pêche et Océans Canada, défendeurs de l'environnement écologique dans le milieu marin. La deuxième contrainte est que le chantier se trouve sur des terres fédérales, de fait plusieurs considérations doivent être réglées avant qu'il soit lancé.

### Filmographie
- L'île d'Orléans, reliquaire d'histoire, film muet réalisé par Albert Tessier, 1939, 12 min 35 s
- La Révolution du dansage, documentaire de Michel Brault et André Gladu, Nanouk Films Ltée, 1976, 28 min[20]
- Les oiseaux blancs de l'île d'Orléans, documentaire de Diane Létourneau, Office national du film du Canada, 1977, 29 min 44 s
- Le fromage à l'île d'Orléans, documentaire de Léo Plamondon, Office national du film du Canada, Société Radio-Canada, 1978, 26 min 47 s